# Liste des sélectionnés en équipe d'Argentine de rugby à XV
La liste des joueurs sélectionnés en équipe d'Argentine de rugby à XV comprend 892 joueurs au 8 juillet 2024. Le dernier sélectionné est Juan Bautista Pedemonte retenu pour la première fois en équipe nationale le 6 juillet 2024 contre la France. Le premier Argentin sélectionné est A. Bover le 12 juin 1910 contre le XV britannique.
L'ordre établi prend en compte la date de la première sélection, puis la qualité de titulaire ou remplaçant et enfin l'ordre alphabétique.

## 1 à 100
| Nom                      | No  | Première sélection                                         | Dernière sélection                                         | Matchs | Points |
| ------------------------ | --- | ---------------------------------------------------------- | ---------------------------------------------------------- | ------ | ------ |
| A. Bover                 | 1   | le 12 juin 1910 contre le XV britannique                   | le 12 juin 1910 contre le XV britannique                   | 1      | 0      |
| A. Donelly               | 2   | le 12 juin 1910 contre le XV britannique                   | le 12 juin 1910 contre le XV britannique                   | 1      | 0      |
| Oswald Gebbie            | 3   | le 12 juin 1910 contre le XV britannique                   | le 12 juin 1910 contre le XV britannique                   | 1      | 0      |
| L.H. Gribbell            | 4   | le 12 juin 1910 contre le XV britannique                   | le 12 juin 1910 contre le XV britannique                   | 1      | 0      |
| Fairy Heatlie            | 5   | le 12 juin 1910 contre le XV britannique                   | le 12 juin 1910 contre le XV britannique                   | 1      | 0      |
| F. Henrys                | 6   | le 12 juin 1910 contre le XV britannique                   | le 12 juin 1910 contre le XV britannique                   | 1      | 0      |
| Frank Heriot             | 7   | le 12 juin 1910 contre le XV britannique                   | le 12 juin 1910 contre le XV britannique                   | 1      | 0      |
| W.H. Hyman               | 8   | le 12 juin 1910 contre le XV britannique                   | le 12 juin 1910 contre le XV britannique                   | 1      | 0      |
| C.J. MacCarthy           | 9   | le 12 juin 1910 contre le XV britannique                   | le 12 juin 1910 contre le XV britannique                   | 1      | 3      |
| Carlos Mold              | 10  | le 12 juin 1910 contre le XV britannique                   | le 12 juin 1910 contre le XV britannique                   | 1      | 0      |
| Alvan Reid               | 11  | le 12 juin 1910 contre le XV britannique                   | le 12 juin 1910 contre le XV britannique                   | 1      | 0      |
| J.E. Saffery             | 12  | le 12 juin 1910 contre le XV britannique                   | le 12 juin 1910 contre le XV britannique                   | 1      | 0      |
| Frederick Sawyer         | 13  | le 12 juin 1910 contre le XV britannique                   | le 12 juin 1910 contre le XV britannique                   | 1      | 0      |
| Henry Talbot             | 14  | le 12 juin 1910 contre le XV britannique                   | le 12 juin 1910 contre le XV britannique                   | 1      | 0      |
| Arnaldo Watson-Hutton    | 15  | le 12 juin 1910 contre le XV britannique                   | le 12 juin 1910 contre le XV britannique                   | 1      | 0      |
| W. Braddon               | 16  | le 31 juillet 1927 contre le XV britannique                | le 31 juillet 1927 contre le XV britannique                | 1      | 0      |
| Enrique Bustamante       | 17  | le 31 juillet 1927 contre le XV britannique                | le 21 août 1927 contre le XV britannique                   | 4      | 0      |
| Ray Cameron              | 18  | le 31 juillet 1927 contre le XV britannique                | le 16 août 1936 contre le XV britannique                   | 3      | 0      |
| Jorge Conrard            | 19  | le 31 juillet 1927 contre le XV britannique                | le 7 août 1927 contre le XV britannique                    | 2      | 0      |
| Reginald Cooper          | 20  | le 31 juillet 1927 contre le XV britannique                | le 21 août 1927 contre le XV britannique                   | 4      | 0      |
| Jose Cuesta Silva        | 21  | le 31 juillet 1927 contre le XV britannique                | le 21 août 1927 contre le XV britannique                   | 4      | 0      |
| Antonio Hobson           | 22  | le 31 juillet 1927 contre le XV britannique                | le 31 juillet 1927 contre le XV britannique                | 1      | 0      |
| Fabio Lucioni            | 23  | le 31 juillet 1927 contre le XV britannique                | le 31 juillet 1927 contre le XV britannique                | 1      | 0      |
| Miguel McCormick         | 24  | le 31 juillet 1927 contre le XV britannique                | le 31 juillet 1927 contre le XV britannique                | 1      | 0      |
| Antonio Pasalagua        | 25  | le 31 juillet 1927 contre le XV britannique                | le 14 août 1927 contre le XV britannique                   | 2      | 0      |
| Cesar Pollano            | 26  | le 31 juillet 1927 contre le XV britannique                | le 31 juillet 1927 contre le XV britannique                | 1      | 0      |
| Arturo Rodriguez Jurado  | 27  | le 31 juillet 1927 contre le XV britannique                | le 27 septembre 1936 contre le Chili                       | 8      | 0      |
| Rodolfo Serra            | 28  | le 31 juillet 1927 contre le XV britannique                | le 21 août 1927 contre le XV britannique                   | 3      | 0      |
| Cesar Vazquez            | 29  | le 31 juillet 1927 contre le XV britannique                | le 21 août 1927 contre le XV britannique                   | 3      | 0      |
| Alberto Zappa            | 30  | le 31 juillet 1927 contre le XV britannique                | le 31 juillet 1927 contre le XV britannique                | 1      | 0      |
| Martin Ayerra            | 31  | le 7 août 1927 contre le XV britannique                    | le 7 août 1927 contre le XV britannique                    | 1      | 0      |
| Roberto Botting          | 32  | le 7 août 1927 contre le XV britannique                    | le 21 août 1927 contre le XV britannique                   | 3      | 0      |
| G.E.F. Cooke             | 33  | le 7 août 1927 contre le XV britannique                    | le 7 août 1927 contre le XV britannique                    | 1      | 0      |
| Marco Hernandez          | 34  | le 7 août 1927 contre le XV britannique                    | le 21 août 1927 contre le XV britannique                   | 3      | 0      |
| A. Jacobs                | 35  | le 7 août 1927 contre le XV britannique                    | le 21 août 1927 contre le XV britannique                   | 2      | 0      |
| Carlos Reyes             | 36  | le 7 août 1927 contre le XV britannique                    | le 21 août 1927 contre le XV britannique                   | 3      | 0      |
| Alfredo Riganti          | 37  | le 7 août 1927 contre le XV britannique                    | le 21 août 1927 contre le XV britannique                   | 3      | 0      |
| Julian Sommer            | 38  | le 7 août 1927 contre le XV britannique                    | le 7 août 1927 contre le XV britannique                    | 1      | 0      |
| C. Derkheim              | 39  | le 14 août 1927 contre le XV britannique                   | le 14 août 1927 contre le XV britannique                   | 1      | 0      |
| Norberto Escary          | 40  | le 14 août 1927 contre le XV britannique                   | le 16 juillet 1932 contre l'équipe junior d'Afrique du Sud | 4      | 3      |
| Vicente Grimoldi         | 41  | le 14 août 1927 contre le XV britannique                   | le 21 août 1927 contre le XV britannique                   | 2      | 0      |
| Llewellyn Makin          | 42  | le 14 août 1927 contre le XV britannique                   | le 14 août 1927 contre le XV britannique                   | 1      | 0      |
| Francisco Torino         | 43  | le 14 août 1927 contre le XV britannique                   | le 21 août 1927 contre le XV britannique                   | 2      | 3      |
| Salvador Muller          | 44  | le 21 août 1927 contre le XV britannique                   | le 21 août 1927 contre le XV britannique                   | 1      | 0      |
| J. Bridger               | 45  | le 16 juillet 1932 contre l'équipe junior d'Afrique du Sud | le 16 juillet 1932 contre l'équipe junior d'Afrique du Sud | 1      | 0      |
| Ernesto Cilley           | 46  | le 16 juillet 1932 contre l'équipe junior d'Afrique du Sud | le 23 juillet 1932 contre l'équipe junior d'Afrique du Sud | 2      | 0      |
| K.A.M. Cookson           | 47  | le 16 juillet 1932 contre l'équipe junior d'Afrique du Sud | le 16 juillet 1932 contre l'équipe junior d'Afrique du Sud | 1      | 0      |
| Roberto de Abelleyra     | 48  | le 16 juillet 1932 contre l'équipe junior d'Afrique du Sud | le 23 juillet 1932 contre l'équipe junior d'Afrique du Sud | 2      | 0      |
| Carlos Echeverria        | 49  | le 16 juillet 1932 contre l'équipe junior d'Afrique du Sud | le 16 juillet 1932 contre l'équipe junior d'Afrique du Sud | 1      | 0      |
| Jumbo Francombe          | 50  | le 16 juillet 1932 contre l'équipe junior d'Afrique du Sud | le 16 août 1936 contre le XV britannique                   | 3      | 0      |
| Carlos Huntley-Robertson | 51  | le 16 juillet 1932 contre l'équipe junior d'Afrique du Sud | le 23 juillet 1932 contre l'équipe junior d'Afrique du Sud | 2      | 0      |
| Harald Maurer            | 52  | le 16 juillet 1932 contre l'équipe junior d'Afrique du Sud | le 23 juillet 1932 contre l'équipe junior d'Afrique du Sud | 2      | 0      |
| Adolfo Navajas           | 53  | le 16 juillet 1932 contre l'équipe junior d'Afrique du Sud | le 23 juillet 1932 contre l'équipe junior d'Afrique du Sud | 2      | 0      |
| Edmundo Stanfield        | 54  | le 16 juillet 1932 contre l'équipe junior d'Afrique du Sud | le 16 juillet 1932 contre l'équipe junior d'Afrique du Sud | 1      | 0      |
| Jorge Stewart            | 55  | le 16 juillet 1932 contre l'équipe junior d'Afrique du Sud | le 23 juillet 1932 contre l'équipe junior d'Afrique du Sud | 2      | 0      |
| Norman Tozer             | 56  | le 16 juillet 1932 contre l'équipe junior d'Afrique du Sud | le 23 juillet 1932 contre l'équipe junior d'Afrique du Sud | 2      | 0      |
| A. Turner                | 57  | le 16 juillet 1932 contre l'équipe junior d'Afrique du Sud | le 23 juillet 1932 contre l'équipe junior d'Afrique du Sud | 2      | 0      |
| Oscar Bernat             | 58  | le 23 juillet 1932 contre l'équipe junior d'Afrique du Sud | le 23 juillet 1932 contre l'équipe junior d'Afrique du Sud | 1      | 0      |
| Antonio Lanusse          | 59  | le 23 juillet 1932 contre l'équipe junior d'Afrique du Sud | le 23 juillet 1932 contre l'équipe junior d'Afrique du Sud | 1      | 0      |
| Ian Lewis                | 60  | le 23 juillet 1932 contre l'équipe junior d'Afrique du Sud | le 23 juillet 1932 contre l'équipe junior d'Afrique du Sud | 1      | 0      |
| Tomas Sanderson          | 61  | le 23 juillet 1932 contre l'équipe junior d'Afrique du Sud | le 23 juillet 1932 contre l'équipe junior d'Afrique du Sud | 1      | 0      |
| Hector Alfonso           | 62  | le 16 août 1936 contre le XV britannique                   | le 20 septembre 1936 contre le Chili                       | 2      | 0      |
| Jorge Cilley             | 63  | le 16 août 1936 contre le XV britannique                   | le 21 août 1938 contre le Chili                            | 4      | 0      |
| Noel Cooper              | 64  | le 16 août 1936 contre le XV britannique                   | le 27 septembre 1936 contre le Chili                       | 3      | 0      |
| Riebeck Elliot           | 65  | le 16 août 1936 contre le XV britannique                   | le 21 août 1938 contre le Chili                            | 2      | 0      |
| Jose Frigoli             | 66  | le 16 août 1936 contre le XV britannique                   | le 27 septembre 1936 contre le Chili                       | 3      | 0      |
| Virgilio Inchausti       | 67  | le 16 août 1936 contre le XV britannique                   | le 27 septembre 1936 contre le Chili                       | 3      | 0      |
| Gilbert Logan            | 68  | le 16 août 1936 contre le XV britannique                   | le 16 août 1936 contre le XV britannique                   | 1      | 0      |
| Bernardo Mitchelstein    | 69  | le 16 août 1936 contre le XV britannique                   | le 16 août 1936 contre le XV britannique                   | 1      | 0      |
| Horacio Pascuali         | 70  | le 16 août 1936 contre le XV britannique                   | le 16 août 1936 contre le XV britannique                   | 1      | 0      |
| Tomas Salzman            | 71  | le 16 août 1936 contre le XV britannique                   | le 27 septembre 1936 contre le Chili                       | 3      | 0      |
| Emilio Schiavio          | 72  | le 16 août 1936 contre le XV britannique                   | le 27 septembre 1936 contre le Chili                       | 3      | 0      |
| Herbert Talbot           | 73  | le 16 août 1936 contre le XV britannique                   | le 21 août 1938 contre le Chili                            | 4      | 0      |
| Percy Talbot             | 74  | le 16 août 1936 contre le XV britannique                   | le 21 août 1938 contre le Chili                            | 2      | 0      |
| Eduardo Arriaga          | 75  | le 20 septembre 1936 contre le Chili                       | le 27 septembre 1936 contre le Chili                       | 2      | 0      |
| Archie Cameron           | 76  | le 20 septembre 1936 contre le Chili                       | le 21 août 1938 contre le Chili                            | 3      | 0      |
| Samuel Ratcliff          | 77  | le 20 septembre 1936 contre le Chili                       | le 20 septembre 1936 contre le Chili                       | 1      | 0      |
| Walter Sutton            | 78  | le 20 septembre 1936 contre le Chili                       | le 20 septembre 1936 contre le Chili                       | 1      | 0      |
| Jose Tagliabue           | 79  | le 20 septembre 1936 contre le Chili                       | le 27 septembre 1936 contre le Chili                       | 2      | 0      |
| Raymond Wilkins          | 80  | le 20 septembre 1936 contre le Chili                       | le 27 septembre 1936 contre le Chili                       | 2      | 0      |
| Luis Hughes              | 81  | le 27 septembre 1936 contre le Chili                       | le 27 septembre 1936 contre le Chili                       | 1      | 0      |
| Archie Ker               | 82  | le 27 septembre 1936 contre le Chili                       | le 21 août 1938 contre le Chili                            | 2      | 0      |
| Hector Pasman            | 83  | le 27 septembre 1936 contre le Chili                       | le 27 septembre 1936 contre le Chili                       | 1      | 0      |
| Tomas Blades             | 84  | le 21 août 1938 contre le Chili                            | le 21 août 1938 contre le Chili                            | 1      | 0      |
| Eric Buckley             | 85  | le 21 août 1938 contre le Chili                            | le 21 août 1938 contre le Chili                            | 1      | 0      |
| Keith Bush               | 86  | le 21 août 1938 contre le Chili                            | le 21 août 1938 contre le Chili                            | 1      | 0      |
| Jeronimo Cernegoy        | 87  | le 21 août 1938 contre le Chili                            | le 21 août 1938 contre le Chili                            | 1      | 0      |
| P.H. Cox                 | 88  | le 21 août 1938 contre le Chili                            | le 21 août 1938 contre le Chili                            | 1      | 0      |
| Douglas Hine             | 89  | le 21 août 1938 contre le Chili                            | le 21 août 1938 contre le Chili                            | 1      | 0      |
| Ricardo Martin           | 90  | le 21 août 1938 contre le Chili                            | le 21 août 1938 contre le Chili                            | 1      | 0      |
| Marcelo Pacheco          | 91  | le 21 août 1938 contre le Chili                            | le 21 août 1938 contre le Chili                            | 1      | 0      |
| J. Topping               | 92  | le 21 août 1938 contre le Chili                            | le 21 août 1938 contre le Chili                            | 1      | 0      |
| Matias Avellaneda        | 93  | le 29 août 1948 contre une sélection d'Oxford et Cambridge | le 16 septembre 1951 contre le Chili                       | 4      | 0      |
| Juan de Pablo            | 94  | le 29 août 1948 contre une sélection d'Oxford et Cambridge | le 29 août 1948 contre une sélection d'Oxford et Cambridge | 1      | 0      |
| Guillermo Ehrman         | 95  | le 29 août 1948 contre une sélection d'Oxford et Cambridge | le 12 septembre 1954 contre la France                      | 10     | 21     |
| Ricardo Follett          | 96  | le 29 août 1948 contre une sélection d'Oxford et Cambridge | le 12 septembre 1954 contre la France                      | 5      | 0      |
| Ricardo Frigerio         | 97  | le 29 août 1948 contre une sélection d'Oxford et Cambridge | le 29 août 1954 contre la France                           | 3      | 0      |
| Ricardo Giles            | 98  | le 29 août 1948 contre une sélection d'Oxford et Cambridge | le 31 août 1952 contre le XV irlandais                     | 6      | 0      |
| Lucas Glastra            | 99  | le 29 août 1948 contre une sélection d'Oxford et Cambridge | le 24 août 1952 contre le XV irlandais                     | 3      | 0      |
| Bruno Grigolon           | 100 | le 29 août 1948 contre une sélection d'Oxford et Cambridge | le 12 septembre 1954 contre la France                      | 3      | 0      |

## 101 à 200
| Sommaire |
| --- |
| Haut • 1 à 100 • 101 à 200 • 201 à 300 • 301 à 400 • 401 à 500 501 à 600 • 601 à 700 • 701 à 800 • 801 à 900 |

| Nom                         | No  | Première sélection                                              | Dernière sélection                                              | Matchs | Points |
| --------------------------- | --- | --------------------------------------------------------------- | --------------------------------------------------------------- | ------ | ------ |
| Luis Maurette               | 101 | le 29 août 1948 contre une sélection d'Oxford et Cambridge      | le 12 septembre 1954 contre la France                           | 3      | 0      |
| Enrique Monpelat            | 102 | le 29 août 1948 contre une sélection d'Oxford et Cambridge      | le 5 septembre 1948 contre une sélection d'Oxford et Cambridge  | 2      | 0      |
| Miguel Sarandon             | 103 | le 29 août 1948 contre une sélection d'Oxford et Cambridge      | le 29 août 1954 contre la France                                | 9      | 0      |
| Ronaldo Sharpe              | 104 | le 29 août 1948 contre une sélection d'Oxford et Cambridge      | le 29 août 1948 contre une sélection d'Oxford et Cambridge      | 1      | 0      |
| Carlos Swain                | 105 | le 29 août 1948 contre une sélection d'Oxford et Cambridge      | le 31 août 1952 contre le XV irlandais                          | 7      | 3      |
| Normando Tompkins           | 106 | le 29 août 1948 contre une sélection d'Oxford et Cambridge      | le 31 août 1952 contre le XV irlandais                          | 5      | 0      |
| Prudencio Torres Garcia     | 107 | le 29 août 1948 contre une sélection d'Oxford et Cambridge      | le 29 août 1948 contre une sélection d'Oxford et Cambridge      | 1      | 0      |
| Horacio Achaval             | 108 | le 5 septembre 1948 contre une sélection d'Oxford et Cambridge  | le 5 septembre 1948 contre une sélection d'Oxford et Cambridge  | 1      | 0      |
| Juan Hardie                 | 109 | le 5 septembre 1948 contre une sélection d'Oxford et Cambridge  | le 5 septembre 1948 contre une sélection d'Oxford et Cambridge  | 1      | 0      |
| Ezequiel Holmberg           | 110 | le 5 septembre 1948 contre une sélection d'Oxford et Cambridge  | le 31 août 1952 contre le XV irlandais                          | 2      | 0      |
| A. Jones                    | 111 | le 5 septembre 1948 contre une sélection d'Oxford et Cambridge  | le 5 septembre 1948 contre une sélection d'Oxford et Cambridge  | 1      | 0      |
| Jaime O'Farrell             | 112 | le 5 septembre 1948 contre une sélection d'Oxford et Cambridge  | le 16 septembre 1956 contre une sélection d'Oxford et Cambridge | 4      | 18     |
| Arturo Phillips             | 113 | le 5 septembre 1948 contre une sélection d'Oxford et Cambridge  | le 4 septembre 1949 contre la France                            | 3      | 0      |
| Jorge Sansot                | 114 | le 5 septembre 1948 contre une sélection d'Oxford et Cambridge  | le 5 septembre 1948 contre une sélection d'Oxford et Cambridge  | 1      | 0      |
| Julian Santiago             | 115 | le 5 septembre 1948 contre une sélection d'Oxford et Cambridge  | le 24 août 1952 contre le XV irlandais                          | 2      | 0      |
| Edmundo Caffarone           | 116 | le 28 août 1949 contre la France                                | le 12 septembre 1954 contre la France                           | 8      | 6      |
| Emilio Dominguez            | 117 | le 28 août 1949 contre la France                                | le 12 septembre 1954 contre la France                           | 6      | 0      |
| Luis Dorado                 | 118 | le 28 août 1949 contre la France                                | le 28 août 1949 contre la France                                | 1      | 0      |
| Barry Holmes                | 119 | le 28 août 1949 contre la France                                | le 4 septembre 1949 contre la France                            | 2      | 0      |
| Miguel Hughes               | 120 | le 28 août 1949 contre la France                                | le 4 septembre 1949 contre la France                            | 2      | 0      |
| Pedro Macadam               | 121 | le 28 août 1949 contre la France                                | le 4 septembre 1949 contre la France                            | 2      | 0      |
| Carlos Orti                 | 122 | le 28 août 1949 contre la France                                | le 4 septembre 1949 contre la France                            | 2      | 0      |
| Alfredo Palma               | 123 | le 28 août 1949 contre la France                                | le 12 septembre 1954 contre la France                           | 6      | 3      |
| Juan Petrone                | 124 | le 28 août 1949 contre la France                                | le 4 septembre 1949 contre la France                            | 2      | 0      |
| William Chiswell            | 125 | le 4 septembre 1949 contre la France                            | le 4 septembre 1949 contre la France                            | 1      | 0      |
| Emilio Dacharry             | 126 | le 4 septembre 1949 contre la France                            | le 4 septembre 1949 contre la France                            | 1      | 0      |
| Leslie Allen                | 127 | le 9 septembre 1951 contre l'Uruguay                            | le 16 septembre 1951 contre le Chili                            | 3      | 0      |
| Ricardo Bazan               | 128 | le 9 septembre 1951 contre l'Uruguay                            | le 26 août 1956 contre une sélection d'Oxford et Cambridge      | 4      | 8      |
| Desmond Farrell             | 129 | le 9 septembre 1951 contre l'Uruguay                            | le 9 septembre 1951 contre l'Uruguay                            | 1      | 6      |
| Enrique Fernandez del Casal | 130 | le 9 septembre 1951 contre l'Uruguay                            | le 16 septembre 1956 contre une sélection d'Oxford et Cambridge | 7      | 40     |
| Marcelo Lanusse             | 131 | le 9 septembre 1951 contre l'Uruguay                            | le 16 septembre 1951 contre le Chili                            | 3      | 0      |
| Carlos Morea                | 132 | le 9 septembre 1951 contre l'Uruguay                            | le 16 septembre 1951 contre le Chili                            | 3      | 6      |
| Jose Morganti               | 133 | le 9 septembre 1951 contre l'Uruguay                            | le 16 septembre 1951 contre le Chili                            | 3      | 0      |
| Uriel O'Farrell             | 134 | le 9 septembre 1951 contre l'Uruguay                            | le 16 septembre 1951 contre le Chili                            | 3      | 42     |
| Ricardo Pont Lezica         | 135 | le 9 septembre 1951 contre l'Uruguay                            | le 16 septembre 1951 contre le Chili                            | 3      | 0      |
| Horacio Solveyra            | 136 | le 9 septembre 1951 contre l'Uruguay                            | le 9 septembre 1951 contre l'Uruguay                            | 1      | 0      |
| Isidro Comas                | 137 | le 13 septembre 1951 contre le Brésil                           | le 23 juillet 1960 contre la France                             | 5      | 3      |
| Alberto Conen               | 138 | le 16 septembre 1951 contre le Chili                            | le 31 août 1952 contre le XV irlandais                          | 3      | 0      |
| Julio Genoud                | 139 | le 24 août 1952 contre le XV irlandais                          | le 16 septembre 1956 contre une sélection d'Oxford et Cambridge | 3      | 0      |
| Rodolfo Grosse              | 140 | le 24 août 1952 contre le XV irlandais                          | le 12 septembre 1954 contre la France                           | 4      | 0      |
| Gaston Recagno              | 141 | le 31 août 1952 contre le XV irlandais                          | le 31 août 1952 contre le XV irlandais                          | 1      | 0      |
| Antonio Salinas             | 142 | le 31 août 1952 contre le XV irlandais                          | le 17 août 1960 contre la France                                | 7      | 3      |
| Osvaldo Bernacchi           | 143 | le 29 août 1954 contre la France                                | le 18 octobre 1958 contre le Pérou                              | 6      | 3      |
| Victor Christianson         | 144 | le 29 août 1954 contre la France                                | le 16 septembre 1956 contre une sélection d'Oxford et Cambridge | 3      | 0      |
| Eric Gahan                  | 145 | le 29 août 1954 contre la France                                | le 12 septembre 1954 contre la France                           | 2      | 0      |
| Erwin Hirsch                | 146 | le 29 août 1954 contre la France                                | le 16 septembre 1956 contre une sélection d'Oxford et Cambridge | 2      | 0      |
| Michael Hughes              | 147 | le 29 août 1954 contre la France                                | le 12 septembre 1954 contre la France                           | 2      | 3      |
| Roberto Pineo               | 148 | le 29 août 1954 contre la France                                | le 29 août 1954 contre la France                                | 1      | 0      |
| Bernardo Yustini            | 149 | le 29 août 1954 contre la France                                | le 16 septembre 1956 contre une sélection d'Oxford et Cambridge | 2      | 0      |
| Luis Bavio                  | 150 | le 12 septembre 1954 contre la France                           | le 12 septembre 1954 contre la France                           | 1      | 0      |
| Osvaldo Elia                | 151 | le 12 septembre 1954 contre la France                           | le 12 septembre 1954 contre la France                           | 1      | 0      |
| Jesus Loures                | 152 | le 12 septembre 1954 contre la France                           | le 12 septembre 1954 contre la France                           | 1      | 0      |
| Oscar Martinez Basante      | 153 | le 12 septembre 1954 contre la France                           | le 12 septembre 1954 contre la France                           | 1      | 0      |
| Juan Manuel Belgrano        | 154 | le 26 août 1956 contre une sélection d'Oxford et Cambridge      | le 26 août 1956 contre une sélection d'Oxford et Cambridge      | 1      | 0      |
| Malcolm Caldwell            | 155 | le 26 août 1956 contre une sélection d'Oxford et Cambridge      | le 26 août 1956 contre une sélection d'Oxford et Cambridge      | 1      | 0      |
| Ricardo Dell'Acqua          | 156 | le 26 août 1956 contre une sélection d'Oxford et Cambridge      | le 26 août 1956 contre une sélection d'Oxford et Cambridge      | 1      | 0      |
| Juan Diez                   | 157 | le 26 août 1956 contre une sélection d'Oxford et Cambridge      | le 26 août 1956 contre une sélection d'Oxford et Cambridge      | 1      | 0      |
| Pedro Felisari              | 158 | le 26 août 1956 contre une sélection d'Oxford et Cambridge      | le 26 août 1956 contre une sélection d'Oxford et Cambridge      | 1      | 0      |
| Elias Gavina                | 159 | le 26 août 1956 contre une sélection d'Oxford et Cambridge      | le 14 octobre 1961 contre l'Uruguay                             | 12     | 0      |
| Stanley Hogg                | 160 | le 26 août 1956 contre une sélection d'Oxford et Cambridge      | le 3 octobre 1959 contre l'équipe junior d'Afrique du Sud       | 7      | 3      |
| Roque Lagarde               | 161 | le 26 août 1956 contre une sélection d'Oxford et Cambridge      | le 26 août 1956 contre une sélection d'Oxford et Cambridge      | 1      | 0      |
| Enrique Mitchelstein        | 162 | le 26 août 1956 contre une sélection d'Oxford et Cambridge      | le 17 août 1960 contre la France                                | 3      | 0      |
| Roberto Ochoa               | 163 | le 26 août 1956 contre une sélection d'Oxford et Cambridge      | le 26 août 1956 contre une sélection d'Oxford et Cambridge      | 1      | 0      |
| Martin Azpiros              | 164 | le 16 septembre 1956 contre une sélection d'Oxford et Cambridge | le 3 octobre 1959 contre l'équipe junior d'Afrique du Sud       | 6      | 0      |
| Roberto Dillon              | 165 | le 16 septembre 1956 contre une sélection d'Oxford et Cambridge | le 16 septembre 1956 contre une sélection d'Oxford et Cambridge | 1      | 0      |
| Angel Guastella             | 166 | le 16 septembre 1956 contre une sélection d'Oxford et Cambridge | le 6 août 1960 contre la France                                 | 4      | 6      |
| Eamon Horan                 | 167 | le 16 septembre 1956 contre une sélection d'Oxford et Cambridge | le 16 septembre 1956 contre une sélection d'Oxford et Cambridge | 1      | 0      |
| Uriel Propato               | 168 | le 16 septembre 1956 contre une sélection d'Oxford et Cambridge | le 16 septembre 1956 contre une sélection d'Oxford et Cambridge | 1      | 0      |
| Pablo Yanguela              | 169 | le 16 septembre 1956 contre une sélection d'Oxford et Cambridge | le 16 septembre 1956 contre une sélection d'Oxford et Cambridge | 1      | 0      |
| Carlos Alvarez              | 170 | le 11 octobre 1958 contre le Pérou                              | le 6 août 1960 contre la France                                 | 6      | 0      |
| Carlos Ezcurra              | 171 | le 11 octobre 1958 contre le Pérou                              | le 18 octobre 1958 contre le Chili                              | 3      | 0      |
| Juan Guidi                  | 172 | le 11 octobre 1958 contre le Pérou                              | le 14 octobre 1961 contre l'Uruguay                             | 8      | 3      |
| Ricardo Hogg                | 173 | le 11 octobre 1958 contre le Pérou                              | le 14 octobre 1961 contre l'Uruguay                             | 8      | 3      |
| Enrique Holmgren            | 174 | le 11 octobre 1958 contre le Pérou                              | le 17 août 1960 contre la France                                | 7      | 0      |
| Carlos Lennon               | 175 | le 11 octobre 1958 contre le Pérou                              | le 15 octobre 1958 contre l'Uruguay                             | 2      | 0      |
| Luis Mendez                 | 176 | le 11 octobre 1958 contre le Pérou                              | le 12 septembre 1959 contre l'équipe junior d'Afrique du Sud    | 4      | 0      |
| Carlos Olivera              | 177 | le 11 octobre 1958 contre le Pérou                              | le 3 octobre 1959 contre l'équipe junior d'Afrique du Sud       | 5      | 0      |
| Raul Pesce                  | 178 | le 11 octobre 1958 contre le Pérou                              | le 18 octobre 1958 contre le Chili                              | 3      | 0      |
| Eduardo Sorhaburu           | 179 | le 11 octobre 1958 contre le Pérou                              | le 7 octobre 1961 contre le Chili                               | 4      | 0      |
| Eduardo Verardo             | 180 | le 18 octobre 1958 contre le Chili                              | le 30 septembre 1967 contre le Chili                            | 8      | 3      |
| Enrique Bianchetti          | 181 | le 12 septembre 1959 contre l'équipe junior d'Afrique du Sud    | le 3 octobre 1959 contre l'équipe junior d'Afrique du Sud       | 2      | 0      |
| Juan Casanegra              | 182 | le 12 septembre 1959 contre l'équipe junior d'Afrique du Sud    | le 17 août 1960 contre la France                                | 4      | 0      |
| Carlos Giuliano             | 183 | le 12 septembre 1959 contre l'équipe junior d'Afrique du Sud    | le 6 août 1960 contre la France                                 | 3      | 0      |
| Esteban Karplus             | 184 | le 12 septembre 1959 contre l'équipe junior d'Afrique du Sud    | le 17 août 1960 contre la France                                | 5      | 3      |
| Ricardo Raimundez           | 185 | le 12 septembre 1959 contre l'équipe junior d'Afrique du Sud    | le 3 octobre 1959 contre l'équipe junior d'Afrique du Sud       | 2      | 3      |
| Rodolfo Devoto              | 186 | le 23 juillet 1960 contre la France                             | le 23 juillet 1960 contre la France                             | 1      | 3      |
| Eduardo Gonzalez del Solar  | 187 | le 23 juillet 1960 contre la France                             | le 14 octobre 1961 contre l'Uruguay                             | 4      | 3      |
| Enrique Krossler            | 188 | le 23 juillet 1960 contre la France                             | le 17 août 1960 contre la France                                | 3      | 0      |
| Enrico Neri                 | 189 | le 23 juillet 1960 contre la France                             | le 1er octobre 1966 contre les Gazelles d'Afrique du Sud        | 13     | 36     |
| Ricardo Oliveri             | 190 | le 23 juillet 1960 contre la France                             | le 14 octobre 1961 contre l'Uruguay                             | 6      | 34     |
| Aitor Otano                 | 191 | le 23 juillet 1960 contre la France                             | le 28 août 1971 contre une sélection d'Oxford et Cambridge      | 26     | 18     |
| Jorge Pulido                | 192 | le 23 juillet 1960 contre la France                             | le 23 juillet 1960 contre la France                             | 1      | 0      |
| Rodolfo Schmidt             | 193 | le 23 juillet 1960 contre la France                             | le 19 juin 1965 contre l'équipe junior d'Afrique du Sud         | 7      | 0      |
| Florencio Varela            | 194 | le 23 juillet 1960 contre la France                             | le 23 juillet 1960 contre la France                             | 1      | 0      |
| Glauco Wessek               | 195 | le 23 juillet 1960 contre la France                             | le 23 juillet 1960 contre la France                             | 1      | 0      |
| Cristobal Hirsch            | 196 | le 6 août 1960 contre la France                                 | le 17 août 1960 contre la France                                | 2      | 0      |
| Jorge Rios                  | 197 | le 6 août 1960 contre la France                                 | le 17 août 1960 contre la France                                | 2      | 6      |
| Horacio Vidou               | 198 | le 6 août 1960 contre la France                                 | le 12 octobre 1961 contre le Brésil                             | 2      | 0      |
| Walter Aniz                 | 199 | le 17 août 1960 contre la France                                | le 17 août 1960 contre la France                                | 1      | 0      |
| John Vibart                 | 200 | le 17 août 1960 contre la France                                | le 17 août 1960 contre la France                                | 1      | 0      |

## 201 à 300
| Sommaire |
| --- |
| Haut • 1 à 100 • 101 à 200 • 201 à 300 • 301 à 400 • 401 à 500 501 à 600 • 601 à 700 • 701 à 800 • 801 à 900 |

| Nom                        | No  | Première sélection                                              | Dernière sélection                                              | Matchs | Points |
| -------------------------- | --- | --------------------------------------------------------------- | --------------------------------------------------------------- | ------ | ------ |
| Camilo Aldao               | 201 | le 7 octobre 1961 contre le Chili                               | le 14 octobre 1961 contre l'Uruguay                             | 3      | 0      |
| Hector Goti                | 202 | le 7 octobre 1961 contre le Chili                               | le 24 septembre 1966 contre les Gazelles d'Afrique du Sud       | 8      | 37     |
| Jorge Lavayen              | 203 | le 7 octobre 1961 contre le Chili                               | le 14 octobre 1961 contre l'Uruguay                             | 3      | 3      |
| Guillermo Montes de Oca    | 204 | le 7 octobre 1961 contre le Chili                               | le 14 octobre 1961 contre l'Uruguay                             | 3      | 6      |
| Martin Odriozola           | 205 | le 7 octobre 1961 contre le Chili                               | le 14 octobre 1961 contre l'Uruguay                             | 2      | 0      |
| Eduardo Scharemberg        | 206 | le 7 octobre 1961 contre le Chili                               | le 30 septembre 1967 contre le Chili                            | 11     | 9      |
| Luis Varela                | 207 | le 7 octobre 1961 contre le Chili                               | le 14 octobre 1961 contre l'Uruguay                             | 3      | 0      |
| Adolfo Etchegaray          | 208 | le 15 août 1964 contre l'Uruguay                                | le 6 novembre 1976 contre le XV néo-zélandais                   | 25     | 10     |
| Nicanor Gonzalez del Solar | 209 | le 15 août 1964 contre l'Uruguay                                | le 26 septembre 1965 contre le Chili                            | 8      | 0      |
| Jose Lasalle               | 210 | le 15 août 1964 contre l'Uruguay                                | le 15 août 1964 contre l'Uruguay                                | 1      | 3      |
| Raul Loyola                | 211 | le 15 août 1964 contre l'Uruguay                                | le 19 octobre 1971 contre le Chili                              | 19     | 33     |
| Mariano Molina Berro       | 212 | le 15 août 1964 contre l'Uruguay                                | le 22 août 1964 contre le Chili                                 | 3      | 26     |
| Miguel Puigdeval           | 213 | le 15 août 1964 contre l'Uruguay                                | le 19 août 1964 contre le Brésil                                | 2      | 0      |
| Juan Queirolo              | 214 | le 15 août 1964 contre l'Uruguay                                | le 22 août 1964 contre le Chili                                 | 3      | 5      |
| Guillermo Schmitt          | 215 | le 15 août 1964 contre l'Uruguay                                | le 22 août 1964 contre le Chili                                 | 2      | 6      |
| Leopoldo Tahier            | 216 | le 15 août 1964 contre l'Uruguay                                | le 15 août 1964 contre l'Uruguay                                | 1      | 0      |
| Carlos Contepomi           | 217 | le 19 août 1964 contre le Brésil                                | le 22 août 1964 contre le Chili                                 | 2      | 3      |
| Alejandro da Milano        | 218 | le 19 août 1964 contre le Brésil                                | le 22 août 1964 contre le Chili                                 | 2      | 0      |
| Jorge Dartiguelongue       | 219 | le 19 août 1964 contre le Brésil                                | le 28 septembre 1968 contre Galles A                            | 4      | 3      |
| Roberto Gallo              | 220 | le 19 août 1964 contre le Brésil                                | le 22 août 1964 contre le Chili                                 | 2      | 0      |
| Willie McCormick           | 221 | le 19 août 1964 contre le Brésil                                | le 1er octobre 1966 contre les Gazelles d'Afrique du Sud        | 8      | 3      |
| Manuel Beccar Varela       | 222 | le 8 mai 1965 contre le Zimbabwe                                | le 18 septembre 1965 contre une sélection d'Oxford et Cambridge | 3      | 0      |
| Juan Benzi                 | 223 | le 8 mai 1965 contre le Zimbabwe                                | le 11 octobre 1969 contre le Chili                              | 4      | 9      |
| Roberto Cazenave           | 224 | le 8 mai 1965 contre le Zimbabwe                                | le 1er octobre 1966 contre les Gazelles d'Afrique du Sud        | 6      | 14     |
| Ronnie Foster              | 225 | le 8 mai 1965 contre le Zimbabwe                                | le 4 novembre 1972 contre les Gazelles d'Afrique du Sud         | 14     | 0      |
| Luis Garcia Yanez          | 226 | le 8 mai 1965 contre le Zimbabwe                                | le 17 octobre 1971 contre l'Uruguay                             | 20     | 0      |
| Guillermo Illia            | 227 | le 8 mai 1965 contre le Zimbabwe                                | le 8 mai 1965 contre le Zimbabwe                                | 1      | 0      |
| Marcelo Pascual            | 228 | le 8 mai 1965 contre le Zimbabwe                                | le 4 septembre 1971 contre une sélection d'Oxford et Cambridge  | 21     | 24     |
| Eduardo Espana             | 229 | le 19 juin 1965 contre l'équipe junior d'Afrique du Sud         | le 30 septembre 1967 contre le Chili                            | 6      | 12     |
| Eduardo Poggi              | 230 | le 19 juin 1965 contre l'équipe junior d'Afrique du Sud         | le 4 octobre 1969 contre l'Uruguay                              | 7      | 36     |
| Arturo Rodriguez Jurado    | 231 | le 19 juin 1965 contre l'équipe junior d'Afrique du Sud         | le 25 octobre 1975 contre la France                             | 24     | 43     |
| Hector Silva (en)          | 232 | le 19 juin 1965 contre l'équipe junior d'Afrique du Sud         | le 9 août 1980 contre une sélection mondiale                    | 23     | 16     |
| Luis Gradin                | 233 | le 11 septembre 1965 contre une sélection d'Oxford et Cambridge | le 24 novembre 1973 contre Écosse A                             | 14     | 32     |
| Adrian Anthony             | 234 | le 18 septembre 1965 contre une sélection d'Oxford et Cambridge | le 29 juin 1974 contre la France                                | 19     | 6      |
| Eduardo Quetglas           | 235 | le 26 septembre 1965 contre le Chili                            | le 26 septembre 1965 contre le Chili                            | 1      | 0      |
| Mario Bouza                | 236 | le 24 septembre 1966 contre les Gazelles d'Afrique du Sud       | le 30 septembre 1967 contre le Chili                            | 4      | 0      |
| Miguel Chesta              | 237 | le 24 septembre 1966 contre les Gazelles d'Afrique du Sud       | le 28 septembre 1968 contre Galles A                            | 6      | 3      |
| Marcos Dumas               | 238 | le 24 septembre 1966 contre les Gazelles d'Afrique du Sud       | le 1er octobre 1966 contre les Gazelles d'Afrique du Sud        | 2      | 0      |
| Ricardo Handley            | 239 | le 24 septembre 1966 contre les Gazelles d'Afrique du Sud       | le 4 novembre 1972 contre les Gazelles d'Afrique du Sud         | 14     | 0      |
| Jose Imhoff                | 240 | le 27 septembre 1967 contre l'Uruguay                           | le 30 septembre 1967 contre le Chili                            | 2      | 0      |
| Hector Mendez              | 241 | le 27 septembre 1967 contre l'Uruguay                           | le 30 septembre 1967 contre le Chili                            | 2      | 15     |
| Ronaldo Seaton             | 242 | le 27 septembre 1967 contre l'Uruguay                           | le 30 septembre 1967 contre le Chili                            | 2      | 0      |
| Alejandro Travaglini       | 243 | le 27 septembre 1967 contre l'Uruguay                           | le 6 novembre 1976 contre le XV néo-zélandais                   | 27     | 36     |
| Mario Walther              | 244 | le 27 septembre 1967 contre l'Uruguay                           | le 29 juin 1974 contre la France                                | 17     | 31     |
| Dudley Morgan              | 245 | le 30 septembre 1967 contre le Chili                            | le 4 novembre 1972 contre les Gazelles d'Afrique du Sud         | 11     | 0      |
| Marcelo Farina             | 246 | le 14 septembre 1968 contre Galles A                            | le 27 septembre 1969 contre Écosse A                            | 4      | 0      |
| Jorge Seaton               | 247 | le 14 septembre 1968 contre Galles A                            | le 11 octobre 1969 contre le Chili                              | 4      | 0      |
| Nestor Perez               | 248 | le 28 septembre 1968 contre Galles A                            | le 28 septembre 1968 contre Galles A                            | 1      | 0      |
| Tomas Harris-Smith         | 249 | le 13 septembre 1969 contre Écosse A                            | le 16 octobre 1976 contre l'Uruguay                             | 7      | 32     |
| Hugo Miguens               | 250 | le 13 septembre 1969 contre Écosse A                            | le 19 octobre 1975 contre la France                             | 18     | 7      |
| Arturo Abella              | 251 | le 4 octobre 1969 contre l'Uruguay                              | le 11 octobre 1969 contre le Chili                              | 2      | 0      |
| Nestor Carbone             | 252 | le 4 octobre 1969 contre l'Uruguay                              | le 24 novembre 1973 contre Écosse A                             | 5      | 3      |
| Miguel Cutler              | 253 | le 4 octobre 1969 contre l'Uruguay                              | le 17 octobre 1971 contre l'Uruguay                             | 5      | 25     |
| Carlos Martinez            | 254 | le 4 octobre 1969 contre l'Uruguay                              | le 20 septembre 1970 contre Irlande A                           | 4      | 6      |
| Julio Otaola               | 255 | le 13 septembre 1970 contre Irlande A                           | le 29 juin 1974 contre la France                                | 7      | 9      |
| Guillermo Blacksley        | 256 | le 17 juillet 1971 contre les Gazelles d'Afrique du Sud         | le 17 juillet 1971 contre les Gazelles d'Afrique du Sud         | 1      | 0      |
| Ricardo Espagnol           | 257 | le 17 juillet 1971 contre les Gazelles d'Afrique du Sud         | le 17 juillet 1971 contre les Gazelles d'Afrique du Sud         | 1      | 0      |
| Roberto Matarazzo          | 258 | le 17 juillet 1971 contre les Gazelles d'Afrique du Sud         | le 29 juin 1974 contre la France                                | 15     | 20     |
| Jorge Wittman              | 259 | le 17 juillet 1971 contre les Gazelles d'Afrique du Sud         | le 8 septembre 1973 contre la Roumanie                          | 8      | 0      |
| Jose Fernandez             | 260 | le 7 août 1971 contre les Gazelles d'Afrique du Sud             | le 2 juillet 1977 contre la France                              | 24     | 3      |
| Miguel Morgan              | 261 | le 7 août 1971 contre les Gazelles d'Afrique du Sud             | le 4 septembre 1971 contre une sélection d'Oxford et Cambridge  | 3      | 3      |
| Hugo Nicola                | 262 | le 7 août 1971 contre les Gazelles d'Afrique du Sud             | le 15 septembre 1979 contre le XV néo-zélandais                 | 13     | 6      |
| Jose Costante              | 263 | le 28 août 1971 contre une sélection d'Oxford et Cambridge      | le 2 juillet 1977 contre la France                              | 9      | 6      |
| Julio Walther              | 264 | le 28 août 1971 contre une sélection d'Oxford et Cambridge      | le 28 août 1971 contre une sélection d'Oxford et Cambridge      | 1      | 3      |
| Guillermo Casas            | 265 | le 28 août 1971 contre une sélection d'Oxford et Cambridge      | le 25 octobre 1975 contre la France                             | 6      | 4      |
| Jorge Carracedo            | 266 | le 10 octobre 1971 contre le Chili                              | le 2 juillet 1977 contre la France                              | 19     | 28     |
| Ruben Castro               | 267 | le 10 octobre 1971 contre le Chili                              | le 16 octobre 1971 contre le Paraguay                           | 3      | 0      |
| Gustavo Foster             | 268 | le 10 octobre 1971 contre le Chili                              | le 17 octobre 1971 contre l'Uruguay                             | 4      | 3      |
| Fernando Insua             | 269 | le 10 octobre 1971 contre le Chili                              | le 2 juillet 1977 contre la France                              | 18     | 4      |
| Enrique Martinez           | 270 | le 10 octobre 1971 contre le Chili                              | le 17 octobre 1971 contre l'Uruguay                             | 3      | 3      |
| Marcelo Martinez Mosquera  | 271 | le 10 octobre 1971 contre le Chili                              | le 10 octobre 1971 contre le Chili                              | 1      | 6      |
| Hugo Porta                 | 272 | le 10 octobre 1971 contre le Chili                              | le 10 novembre 1990 contre l'Écosse                             | 58     | 590    |
| Marcelo Rodriguez Jurado   | 273 | le 10 octobre 1971 contre le Chili                              | le 17 octobre 1971 contre l'Uruguay                             | 4      | 58     |
| Alberto Velasquez          | 274 | le 10 octobre 1971 contre le Chili                              | le 16 octobre 1971 contre le Paraguay                           | 2      | 3      |
| Jorge Braceras             | 275 | le 12 octobre 1971 contre le Brésil                             | le 25 juin 1977 contre la France                                | 5      | 6      |
| Gustavo Pimentel           | 276 | le 12 octobre 1971 contre le Brésil                             | le 12 octobre 1971 contre le Brésil                             | 1      | 0      |
| Alejandro Altberg          | 277 | le 21 octobre 1972 contre les Gazelles d'Afrique du Sud         | le 14 octobre 1973 contre l'Uruguay                             | 5      | 4      |
| Eduardo Morgan             | 278 | le 21 octobre 1972 contre les Gazelles d'Afrique du Sud         | le 25 octobre 1975 contre la France                             | 12     | 127    |
| Martin Alonso              | 279 | le 8 septembre 1973 contre la Roumanie                          | le 2 juillet 1977 contre la France                              | 5      | 4      |
| Mario Carluccio            | 280 | le 8 septembre 1973 contre la Roumanie                          | le 2 juillet 1977 contre la France                              | 10     | 0      |
| Juan Dumas                 | 281 | le 8 septembre 1973 contre la Roumanie                          | le 24 novembre 1973 contre Écosse A                             | 5      | 4      |
| Jose Virasoro              | 282 | le 8 septembre 1973 contre la Roumanie                          | le 24 novembre 1973 contre Écosse A                             | 6      | 4      |
| Miguel Iglesias            | 283 | le 15 septembre 1973 contre la Roumanie                         | le 29 juin 1974 contre la France                                | 3      | 0      |
| Carlos Bottarini           | 284 | le 14 octobre 1973 contre le Paraguay                           | le 23 juillet 1983 contre l'Uruguay                             | 13     | 4      |
| Roberto Fariello           | 285 | le 14 octobre 1973 contre le Paraguay                           | le 24 novembre 1973 contre Écosse A                             | 3      | 8      |
| Martin Giargia             | 286 | le 14 octobre 1973 contre le Paraguay                           | le 28 septembre 1975 contre le Chili                            | 5      | 4      |
| Raul Sanz                  | 287 | le 14 octobre 1973 contre le Paraguay                           | le 2 juillet 1977 contre la France                              | 7      | 24     |
| Guillermo Perez Leiros     | 288 | le 20 octobre 1973 contre le Brésil                             | le 10 novembre 1973 contre Irlande A                            | 2      | 16     |
| Rito Iraneta               | 289 | le 20 juin 1974 contre la France                                | le 30 octobre 1976 contre le XV néo-zélandais                   | 3      | 0      |
| Arturo Orzabal             | 290 | le 20 juin 1974 contre la France                                | le 29 juin 1974 contre la France                                | 2      | 0      |
| Osvaldo Rocha              | 291 | le 20 juin 1974 contre la France                                | le 29 juin 1974 contre la France                                | 2      | 0      |
| Guillermo Alvarez          | 292 | le 21 septembre 1975 contre l'Uruguay                           | le 30 octobre 1977 contre le Chili                              | 9      | 56     |
| Eduardo Brouchou           | 293 | le 21 septembre 1975 contre l'Uruguay                           | le 28 septembre 1975 contre le Chili                            | 4      | 16     |
| Juan Cato                  | 294 | le 21 septembre 1975 contre l'Uruguay                           | le 25 septembre 1975 contre le Paraguay                         | 2      | 4      |
| Jorge Copello              | 295 | le 21 septembre 1975 contre l'Uruguay                           | le 27 septembre 1975 contre le Brésil                           | 2      | 0      |
| Felix d'Agnilo             | 296 | le 21 septembre 1975 contre l'Uruguay                           | le 30 octobre 1977 contre le Chili                              | 6      | 12     |
| Miguel Devoto              | 297 | le 21 septembre 1975 contre l'Uruguay                           | le 29 octobre 1977 contre le Paraguay                           | 4      | 4      |
| Javier Escalante           | 298 | le 21 septembre 1975 contre l'Uruguay                           | le 9 octobre 1979 contre le Brésil                              | 7      | 16     |
| Alejandro Iachetti         | 299 | le 21 septembre 1975 contre l'Uruguay                           | le 4 août 1990 contre l'Angleterre                              | 34     | 8      |
| Tomas Landajo              | 300 | le 21 septembre 1975 contre l'Uruguay                           | le 6 juin 1981 contre l'Angleterre                              | 14     | 10     |

## 301 à 400
| Sommaire |
| --- |
| Haut • 1 à 100 • 101 à 200 • 201 à 300 • 301 à 400 • 401 à 500 501 à 600 • 601 à 700 • 701 à 800 • 801 à 900 |

| Nom                   | No  | Première sélection                              | Dernière sélection                            | Matchs | Points |
| --------------------- | --- | ----------------------------------------------- | --------------------------------------------- | ------ | ------ |
| Roberto Lucke         | 301 | le 21 septembre 1975 contre l'Uruguay           | le 3 octobre 1981 contre le Canada            | 5      | 8      |
| Ernesto Miguens       | 302 | le 21 septembre 1975 contre l'Uruguay           | le 28 septembre 1975 contre le Chili          | 3      | 8      |
| Manuel Parra          | 303 | le 21 septembre 1975 contre l'Uruguay           | le 28 septembre 1975 contre le Chili          | 3      | 0      |
| Eduardo Sanguinetti   | 304 | le 21 septembre 1975 contre l'Uruguay           | le 23 novembre 1982 contre l'Espagne          | 8      | 36     |
| Rodolfo Ventura       | 305 | le 21 septembre 1975 contre l'Uruguay           | le 23 juillet 1983 contre l'Uruguay           | 12     | 24     |
| Eduardo Vila          | 306 | le 21 septembre 1975 contre l'Uruguay           | le 25 octobre 1975 contre la France           | 4      | 0      |
| Camilo Abud           | 307 | le 25 septembre 1975 contre le Paraguay         | le 28 septembre 1975 contre le Chili          | 3      | 0      |
| Julio Bach            | 308 | le 25 septembre 1975 contre le Paraguay         | le 28 septembre 1975 contre le Chili          | 3      | 8      |
| Eduardo de Forteza    | 309 | le 25 septembre 1975 contre le Paraguay         | le 28 septembre 1975 contre le Chili          | 3      | 66     |
| Buenaventura Minguez  | 310 | le 25 septembre 1975 contre le Paraguay         | le 19 septembre 1985 contre le Chili          | 11     | 20     |
| Ricardo Muniz         | 311 | le 25 septembre 1975 contre le Paraguay         | le 28 septembre 1975 contre le Chili          | 3      | 8      |
| Nestor Bozzo          | 312 | le 27 septembre 1975 contre le Brésil           | le 27 septembre 1975 contre le Brésil         | 1      | 4      |
| Javier Capalbo        | 313 | le 27 septembre 1975 contre le Brésil           | le 30 octobre 1977 contre le Chili            | 4      | 42     |
| Daniel Beccar Varela  | 314 | le 19 octobre 1975 contre la France             | le 2 juillet 1977 contre la France            | 6      | 0      |
| Jorge Gauweloose      | 315 | le 19 octobre 1975 contre la France             | le 3 octobre 1981 contre le Canada            | 8      | 8      |
| Ricardo Mastai        | 316 | le 19 octobre 1975 contre la France             | le 9 août 1980 contre une sélection mondiale  | 11     | 8      |
| Carlos Neyra          | 317 | le 19 octobre 1975 contre la France             | le 25 juin 1983 contre une sélection mondiale | 6      | 0      |
| Martin Sansot         | 318 | le 19 octobre 1975 contre la France             | le 25 juin 1983 contre une sélection mondiale | 16     | 59     |
| Carlos Bori           | 319 | le 25 octobre 1975 contre la France             | le 25 octobre 1975 contre la France           | 1      | 0      |
| Alejandro Cerioni     | 320 | le 25 octobre 1975 contre la France             | le 9 octobre 1979 contre le Brésil            | 5      | 8      |
| Gonzalo Beccar Varela | 321 | le 16 octobre 1976 contre Galles A              | le 6 octobre 1979 contre le Chili             | 7      | 30     |
| Eliseo Branca         | 322 | le 16 octobre 1976 contre Galles A              | le 4 août 1990 contre l'Angleterre            | 39     | 20     |
| Adolfo Cappelletti    | 323 | le 25 juin 1977 contre la France                | le 6 juin 1981 contre l'Angleterre            | 13     | 20     |
| Ricardo Castagna      | 324 | le 25 juin 1977 contre la France                | le 25 juin 1977 contre la France              | 1      | 0      |
| Horacio Mazzini       | 325 | le 25 juin 1977 contre la France                | le 2 juillet 1977 contre la France            | 2      | 0      |
| Fernando Bustillo     | 326 | le 25 juin 1977 contre la France                | le 30 octobre 1977 contre le Chili            | 6      | 0      |
| Luis Balfour          | 327 | le 25 octobre 1977 contre le Brésil             | le 30 octobre 1977 contre le Chili            | 4      | 12     |
| Alejandro Cubelli     | 328 | le 25 octobre 1977 contre le Brésil             | le 10 novembre 1990 contre l'Écosse           | 17     | 12     |
| Eduardo Garcia Teran  | 329 | le 25 octobre 1977 contre le Brésil             | le 9 octobre 1979 contre le Brésil            | 6      | 40     |
| Guillermo Morgan      | 330 | le 25 octobre 1977 contre le Brésil             | le 9 octobre 1979 contre le Brésil            | 7      | 56     |
| Ricardo Passaglia     | 331 | le 25 octobre 1977 contre le Brésil             | le 24 octobre 1978 contre l'Italie            | 5      | 8      |
| Javier Trucco         | 332 | le 25 octobre 1977 contre le Brésil             | le 30 octobre 1977 contre le Chili            | 4      | 8      |
| Agustin Badano        | 333 | le 25 octobre 1977 contre le Brésil             | le 30 octobre 1977 contre le Chili            | 4      | 4      |
| Gabriel Allen         | 334 | le 29 octobre 1977 contre le Paraguay           | le 29 octobre 1977 contre le Paraguay         | 1      | 4      |
| Pablo Guarrochena     | 335 | le 29 octobre 1977 contre le Paraguay           | le 29 octobre 1977 contre le Paraguay         | 1      | 29     |
| Jorge Posse           | 336 | le 29 octobre 1977 contre le Paraguay           | le 29 octobre 1977 contre le Paraguay         | 1      | 0      |
| Santos Rosatti        | 337 | le 29 octobre 1977 contre le Paraguay           | le 30 octobre 1977 contre le Chili            | 2      | 0      |
| Marcelo Campo         | 338 | le 14 octobre 1978 contre Angleterre A          | le 1er juin 1987 contre la Nouvelle-Zélande   | 20     | 32     |
| Marcelo Loffreda      | 339 | le 14 octobre 1978 contre Angleterre A          | le 15 octobre 1994 contre l'Afrique du Sud    | 46     | 52     |
| Rafael Madero         | 340 | le 14 octobre 1978 contre Angleterre A          | le 4 août 1990 contre l'Angleterre            | 39     | 38     |
| Tomas Petersen        | 341 | le 14 octobre 1978 contre Angleterre A          | le 6 juillet 1986 contre l'Australie          | 25     | 16     |
| Gabriel Travaglini    | 342 | le 14 octobre 1978 contre Angleterre A          | le 1er juin 1987 contre la Nouvelle-Zélande   | 19     | 28     |
| Carlos Serrano        | 343 | le 24 octobre 1978 contre l'Italie              | le 23 juillet 1983 contre l'Uruguay           | 5      | 0      |
| Alfredo Soares Gache  | 344 | le 24 octobre 1978 contre l'Italie              | le 11 novembre 1988 contre la France          | 13     | 0      |
| Marcos Iachetti       | 345 | le 8 septembre 1979 contre le XV néo-zélandais  | le 3 novembre 1979 contre l'Australie         | 3      | 0      |
| Javier Perez Cobo     | 346 | le 8 septembre 1979 contre le XV néo-zélandais  | le 3 octobre 1981 contre le Canada            | 6      | 4      |
| Topo Rodriguez        | 347 | le 8 septembre 1979 contre le XV néo-zélandais  | le 7 août 1983 contre l'Australie             | 13     | 0      |
| Ernesto Ure           | 348 | le 15 septembre 1979 contre le XV néo-zélandais | le 6 juillet 1986 contre l'Australie          | 19     | 20     |
| Fernando Argerich     | 349 | le 4 octobre 1979 contre l'Uruguay              | le 4 octobre 1979 contre l'Uruguay            | 1      | 4      |
| Andrés Courreges      | 350 | le 4 octobre 1979 contre l'Uruguay              | le 25 juin 1988 contre la France              | 13     | 16     |
| Miguel Glastra        | 351 | le 4 octobre 1979 contre l'Uruguay              | le 3 octobre 1981 contre le Canada            | 3      | 0      |
| Armando Memoli        | 352 | le 4 octobre 1979 contre l'Uruguay              | le 9 octobre 1979 contre le Brésil            | 3      | 0      |
| Andres Nicholson      | 353 | le 4 octobre 1979 contre l'Uruguay              | le 9 octobre 1979 contre le Brésil            | 3      | 0      |
| Guillermo Paz         | 354 | le 4 octobre 1979 contre l'Uruguay              | le 23 juillet 1983 contre l'Uruguay           | 7      | 20     |
| Carlos Ramallo        | 355 | le 4 octobre 1979 contre l'Uruguay              | le 7 octobre 1979 contre le Paraguay          | 3      | 12     |
| Carlos Sainz Trapaga  | 356 | le 4 octobre 1979 contre l'Uruguay              | le 7 octobre 1979 contre le Paraguay          | 2      | 0      |
| Guillermo Sanguinetti | 357 | le 4 octobre 1979 contre l'Uruguay              | le 9 octobre 1979 contre le Brésil            | 4      | 31     |
| Martin Garcia Laborde | 358 | le 6 octobre 1979 contre le Chili               | le 9 octobre 1979 contre le Brésil            | 2      | 0      |
| Carlos Jacobi         | 359 | le 6 octobre 1979 contre le Chili               | le 7 octobre 1979 contre le Paraguay          | 2      | 0      |
| Mario Negri           | 360 | le 6 octobre 1979 contre le Chili               | le 9 octobre 1979 contre le Brésil            | 2      | 8      |
| Alejandro Puccio      | 361 | le 6 octobre 1979 contre le Chili               | le 9 octobre 1979 contre le Brésil            | 3      | 8      |
| Jaime Sartori         | 362 | le 6 octobre 1979 contre le Chili               | le 9 octobre 1979 contre le Brésil            | 3      | 12     |
| Marcelo Dip           | 363 | le 7 octobre 1979 contre le Paraguay            | le 9 octobre 1979 contre le Brésil            | 2      | 40     |
| Fernando Morel        | 364 | le 27 octobre 1979 contre l'Australie           | le 24 mai 1987 contre les Fidji               | 20     | 0      |
| Daniel Baetti         | 365 | le 9 août 1980 contre une sélection mondiale    | le 29 juillet 1989 contre la Nouvelle-Zélande | 15     | 112    |
| Juan Pablo Piccardo   | 366 | le 6 juin 1981 contre l'Angleterre              | le 23 juillet 1983 contre l'Uruguay           | 4      | 19     |
| Jorge Allen           | 367 | le 3 octobre 1981 contre le Canada              | le 8 novembre 1989 contre les États-Unis      | 26     | 4      |
| Jose Palma            | 368 | le 3 octobre 1981 contre le Canada              | le 7 août 1983 contre l'Australie             | 6      | 4      |
| Pablo Devoto          | 369 | le 14 novembre 1982 contre la France            | le 25 juin 1983 contre une sélection mondiale | 4      | 0      |
| Javier Miguens        | 370 | le 14 novembre 1982 contre la France            | le 12 juillet 1986 contre l'Australie         | 7      | 0      |
| Gustavo Milano        | 371 | le 14 novembre 1982 contre la France            | le 29 juillet 1989 contre la Nouvelle-Zélande | 30     | 24     |
| Guillermo Varone      | 372 | le 14 novembre 1982 contre la France            | le 14 novembre 1982 contre la France          | 1      | 0      |
| Serafin Dengra        | 373 | le 20 novembre 1982 contre la France            | le 29 juillet 1989 contre la Nouvelle-Zélande | 18     | 4      |
| Ricardo de Vedia      | 374 | le 20 novembre 1982 contre la France            | le 23 novembre 1982 contre l'Espagne          | 2      | 0      |
| Bernardo Miguens      | 375 | le 25 juin 1983 contre une sélection mondiale   | le 17 août 1987 contre l'Espagne              | 12     | 4      |
| Juan Aguilar          | 376 | le 16 juillet 1983 contre le Chili              | le 23 juillet 1983 contre l'Uruguay           | 2      | 0      |
| Ricardo Annichini     | 377 | le 16 juillet 1983 contre le Chili              | le 21 septembre 1985 contre le Paraguay       | 5      | 32     |
| Eduardo Basile        | 378 | le 16 juillet 1983 contre le Chili              | le 23 juillet 1983 contre l'Uruguay           | 2      | 0      |
| Diego Cuesta Silva    | 379 | le 16 juillet 1983 contre le Chili              | le 21 octobre 1995 contre la France           | 63     | 125    |
| Sebastian Dassen      | 380 | le 16 juillet 1983 contre le Chili              | le 23 juillet 1983 contre l'Uruguay           | 3      | 8      |
| Lucio de Chazal       | 381 | le 16 juillet 1983 contre le Chili              | le 23 juillet 1983 contre l'Uruguay           | 3      | 4      |
| Gonzalo Gasso         | 382 | le 16 juillet 1983 contre le Chili              | le 20 juillet 1983 contre le Paraguay         | 2      | 0      |
| Pedro Lanza           | 383 | le 16 juillet 1983 contre le Chili              | le 1er juin 1987 contre la Nouvelle-Zélande   | 16     | 24     |
| Alejandro Schiavio    | 384 | le 16 juillet 1983 contre le Chili              | le 1er juin 1987 contre la Nouvelle-Zélande   | 6      | 0      |
| Alejandro Scolni      | 385 | le 16 juillet 1983 contre le Chili              | le 10 novembre 1990 contre l'Écosse           | 19     | 32     |
| Marcos Baeck          | 386 | le 20 juillet 1983 contre le Paraguay           | le 4 août 1990 contre l'Angleterre            | 7      | 12     |
| Marcelo Carrique      | 387 | le 20 juillet 1983 contre le Paraguay           | le 23 juillet 1983 contre l'Uruguay           | 2      | 0      |
| Carlos Cordeiro       | 388 | le 20 juillet 1983 contre le Paraguay           | le 20 juillet 1983 contre le Paraguay         | 1      | 4      |
| Jose Carlos Galvalisi | 389 | le 20 juillet 1983 contre le Paraguay           | le 23 juillet 1983 contre l'Uruguay           | 2      | 0      |
| Ricardo Sauze         | 390 | le 20 juillet 1983 contre le Paraguay           | le 20 juillet 1983 contre le Paraguay         | 1      | 7      |
| Eduardo Torello       | 391 | le 20 juillet 1983 contre le Paraguay           | le 10 octobre 1989 contre le Chili            | 2      | 0      |
| Diego Cash            | 392 | le 22 juin 1985 contre la France                | le 11 juillet 1992 contre la France           | 39     | 12     |
| Juan Lanza            | 393 | le 22 juin 1985 contre la France                | le 1er juin 1987 contre la Nouvelle-Zélande   | 13     | 32     |
| Fabian Turnes         | 394 | le 22 juin 1985 contre la France                | le 8 novembre 1997 contre la France           | 27     | 65     |
| Fabio Gomez           | 395 | le 17 septembre 1985 contre l'Uruguay           | le 4 août 1990 contre l'Angleterre            | 9      | 4      |
| Rodrigo de la Arena   | 396 | le 19 septembre 1985 contre le Chili            | le 26 septembre 1992 contre l'Espagne         | 4      | 17     |
| Pedro Merlo           | 397 | le 19 septembre 1985 contre le Chili            | le 21 septembre 1985 contre le Paraguay       | 2      | 16     |
| Luis Molina           | 398 | le 19 septembre 1985 contre le Chili            | le 9 octobre 1991 contre le pays de Galles    | 12     | 0      |
| Daniel Sanes          | 399 | le 19 septembre 1985 contre le Chili            | le 10 octobre 1989 contre le Chili            | 9      | 8      |
| Jose Luis Visca       | 400 | le 21 septembre 1985 contre le Paraguay         | le 21 septembre 1985 contre le Paraguay       | 1      | 8      |

## 401 à 500
| Sommaire |
| --- |
| Haut • 1 à 100 • 101 à 200 • 201 à 300 • 301 à 400 • 401 à 500 501 à 600 • 601 à 700 • 701 à 800 • 801 à 900 |

| Nom                       | No  | Première sélection                            | Dernière sélection                            | Matchs | Points |
| ------------------------- | --- | --------------------------------------------- | --------------------------------------------- | ------ | ------ |
| Guillermo Holmgren        | 401 | le 26 octobre 1985 contre la Nouvelle-Zélande | le 2 novembre 1985 contre la Nouvelle-Zélande | 2      | 0      |
| Sergio Carossio           | 402 | le 2 novembre 1985 contre la Nouvelle-Zélande | le 1er juin 1987 contre la Nouvelle-Zélande   | 3      | 0      |
| Eduardo Valesani          | 403 | le 6 juillet 1986 contre l'Australie          | le 12 juillet 1986 contre l'Australie         | 2      | 0      |
| Joaquin Uriarte           | 404 | le 12 juillet 1986 contre l'Australie         | le 30 septembre 1987 contre le Paraguay       | 2      | 0      |
| Jose Mostany              | 405 | le 3 mai 1987 contre l'Uruguay                | le 1er juin 1987 contre la Nouvelle-Zélande   | 3      | 0      |
| Sebastian Salvat          | 406 | le 3 mai 1987 contre l'Uruguay                | le 21 octobre 1995 contre la France           | 37     | 58     |
| Martín Yangüela           | 407 | le 28 mai 1987 contre l'Italie                | le 28 mai 1987 contre l'Italie                | 1      | 0      |
| Guillermo Angaut          | 408 | le 1er juin 1987 contre la Nouvelle-Zélande   | le 13 octobre 1991 contre les Samoa           | 7      | 0      |
| Pablo Garreton            | 409 | le 17 août 1987 contre l'Espagne              | le 22 mai 1993 contre le Japon                | 31     | 8      |
| Marcelo Ricci             | 410 | le 17 août 1987 contre l'Espagne              | le 17 août 1987 contre l'Espagne              | 1      | 0      |
| Juan Jose Angelillo       | 411 | le 27 septembre 1987 contre l'Uruguay         | le 21 octobre 1995 contre la France           | 26     | 17     |
| Javier Caminotti          | 412 | le 27 septembre 1987 contre l'Uruguay         | le 3 octobre 1987 contre le Chili             | 3      | 4      |
| Roberto Cobelo            | 413 | le 27 septembre 1987 contre l'Uruguay         | le 3 octobre 1987 contre le Chili             | 3      | 0      |
| Julio Coria               | 414 | le 27 septembre 1987 contre l'Uruguay         | le 8 octobre 1989 contre le Brésil            | 4      | 4      |
| Pablo Franchi             | 415 | le 27 septembre 1987 contre l'Uruguay         | le 3 octobre 1987 contre le Chili             | 3      | 8      |
| Mario Gerosa              | 416 | le 27 septembre 1987 contre l'Uruguay         | le 3 octobre 1987 contre le Chili             | 2      | 16     |
| Cristian Mendy            | 417 | le 27 septembre 1987 contre l'Uruguay         | le 1er octobre 1991 contre le Brésil          | 17     | 28     |
| Mario Carreras            | 418 | le 30 septembre 1987 contre le Paraguay       | le 4 juillet 1992 contre la France            | 8      | 8      |
| Julio Clement             | 419 | le 30 septembre 1987 contre le Paraguay       | le 8 octobre 1989 contre le Brésil            | 2      | 0      |
| Dardo Gonzalez            | 420 | le 30 septembre 1987 contre le Paraguay       | le 11 novembre 1988 contre la France          | 3      | 0      |
| Santiago Meson            | 421 | le 30 septembre 1987 contre le Paraguay       | le 4 octobre 1997 contre le Chili             | 34     | 365    |
| Hernan Vidou              | 422 | le 30 septembre 1987 contre le Paraguay       | le 6 juillet 1991 contre la Nouvelle-Zélande  | 6      | 48     |
| Gabriel Teran Nougues     | 423 | le 18 juin 1988 contre la France              | le 18 juin 1988 contre la France              | 1      | 0      |
| Fernando Conti            | 424 | le 5 novembre 1988 contre la France           | le 5 novembre 1988 contre la France           | 1      | 0      |
| Federico Silvestre        | 425 | le 5 novembre 1988 contre la France           | le 7 avril 1990 contre les États-Unis         | 7      | 8      |
| Miguel Bertranou          | 426 | le 24 juin 1989 contre l'Italie               | le 13 novembre 1993 contre l'Afrique du Sud   | 15     | 8      |
| Marcelo Valesani          | 427 | le 24 juin 1989 contre l'Italie               | le 16 juin 1990 contre le Canada              | 10     | 0      |
| Juan Soler Valls          | 428 | le 24 juin 1989 contre l'Italie               | le 14 octobre 1989 contre l'Uruguay           | 4      | 20     |
| Pablo Buabse              | 429 | le 15 juillet 1989 contre la Nouvelle-Zélande | le 30 avril 1995 contre l'Australie           | 7      | 0      |
| Pablo di Nisio            | 430 | le 15 juillet 1989 contre la Nouvelle-Zélande | le 7 avril 1990 contre les États-Unis         | 3      | 0      |
| Marcelo Righentini        | 431 | le 29 juillet 1989 contre la Nouvelle-Zélande | le 29 juillet 1989 contre la Nouvelle-Zélande | 1      | 0      |
| Pablo Camerlinckx         | 432 | le 8 octobre 1989 contre le Brésil            | le 5 juin 1999 contre le pays de Galles       | 32     | 36     |
| Diego Halle               | 433 | le 8 octobre 1989 contre le Brésil            | le 7 avril 1990 contre les États-Unis         | 5      | 4      |
| Gustavo Jorge             | 434 | le 8 octobre 1989 contre le Brésil            | le 20 juin 1994 contre les États-Unis         | 23     | 111    |
| Federico Schacht          | 435 | le 8 octobre 1989 contre le Brésil            | le 30 mars 1990 contre le Canada              | 6      | 36     |
| Jose Simes                | 436 | le 8 octobre 1989 contre le Brésil            | le 21 septembre 1996 contre le Canada         | 12     | 0      |
| Juan Coppola              | 437 | le 10 octobre 1989 contre le Chili            | le 12 octobre 1989 contre le Paraguay         | 2      | 12     |
| Diego Dominguez           | 438 | le 10 octobre 1989 contre le Chili            | le 12 octobre 1989 contre le Paraguay         | 2      | 27     |
| Hector Lacarra            | 439 | le 12 octobre 1989 contre le Paraguay         | le 14 octobre 1989 contre l'Uruguay           | 2      | 0      |
| Sergio Bunader            | 440 | le 8 novembre 1989 contre les États-Unis      | le 16 juin 1990 contre le Canada              | 2      | 12     |
| Adrian Rocca              | 441 | le 8 novembre 1989 contre les États-Unis      | le 1er octobre 1991 contre le Brésil          | 7      | 4      |
| Javier Grondona           | 442 | le 30 mars 1990 contre le Canada              | le 30 mars 1990 contre le Canada              | 1      | 0      |
| Ricardo Zanero            | 443 | le 30 mars 1990 contre le Canada              | le 30 mars 1990 contre le Canada              | 1      | 0      |
| Matias Allen              | 444 | le 16 juin 1990 contre le Canada              | le 15 août 1991 contre le Chili               | 5      | 0      |
| Pablo Garzon              | 445 | le 16 juin 1990 contre le Canada              | le 1er octobre 1991 contre le Brésil          | 3      | 12     |
| Manuel Aguirre            | 446 | le 4 août 1990 contre l'Angleterre            | le 13 octobre 1991 contre les Samoa           | 3      | 0      |
| Rodrigo Crexell           | 447 | le 27 octobre 1990 contre l'Irlande           | le 8 octobre 1995 contre l'Uruguay            | 14     | 32     |
| Santiago Ezcurra          | 448 | le 27 octobre 1990 contre l'Irlande           | le 3 novembre 1990 contre l'Angleterre        | 2      | 0      |
| Hernan Garcia Simon       | 449 | le 27 octobre 1990 contre l'Irlande           | le 4 juillet 1992 contre la France            | 7      | 4      |
| Ricardo Le Fort           | 450 | le 27 octobre 1990 contre l'Irlande           | le 17 octobre 1995 contre l'Italie            | 16     | 5      |
| German Llanes             | 451 | le 27 octobre 1990 contre l'Irlande           | le 22 juin 2000 contre l'Australie            | 42     | 5      |
| Agustin Macome            | 452 | le 27 octobre 1990 contre l'Irlande           | le 10 mars 1995 contre le Canada              | 4      | 4      |
| Federico Mendez Azpillaga | 453 | le 27 octobre 1990 contre l'Irlande           | le 4 décembre 2004 contre l'Afrique du Sud    | 73     | 70     |
| Pedro Sporleder           | 454 | le 27 octobre 1990 contre l'Irlande           | le 22 octobre 2003 contre la Roumanie         | 78     | 70     |
| Lisandro Arbizu           | 455 | le 27 octobre 1990 contre l'Irlande           | le 17 juin 2005 contre l'Italie               | 86     | 188    |
| Gonzalo Camardon          | 456 | le 3 novembre 1990 contre l'Angleterre        | le 23 novembre 2002 contre l'Irlande          | 41     | 49     |
| Emilio Ezcurra            | 457 | le 10 novembre 1990 contre l'Écosse           | le 10 novembre 1990 contre l'Écosse           | 1      | 0      |
| Guillermo del Castillo    | 458 | le 6 juillet 1991 contre la Nouvelle-Zélande  | le 6 mai 1995 contre l'Australie              | 15     | 24     |
| José Santamarina          | 459 | le 6 juillet 1991 contre la Nouvelle-Zélande  | le 17 octobre 1995 contre l'Italie            | 23     | 9      |
| Martin Teran Nougues      | 460 | le 6 juillet 1991 contre la Nouvelle-Zélande  | le 21 octobre 1995 contre la France           | 30     | 50     |
| Fernando Buabse           | 461 | le 21 septembre 1991 contre l'Uruguay         | le 26 septembre 1992 contre l'Espagne         | 4      | 8      |
| Rafael Bullrich           | 462 | le 21 septembre 1991 contre l'Uruguay         | le 15 octobre 1994 contre l'Afrique du Sud    | 8      | 0      |
| Juan Luis Damioli         | 463 | le 21 septembre 1991 contre l'Uruguay         | le 1er octobre 1991 contre le Brésil          | 3      | 8      |
| Rodolfo Etchegoyen        | 464 | le 21 septembre 1991 contre l'Uruguay         | le 1er octobre 1991 contre le Brésil          | 3      | 8      |
| Lucas Herrera             | 465 | le 21 septembre 1991 contre l'Uruguay         | le 28 septembre 1991 contre le Paraguay       | 2      | 4      |
| Martin Lanfranco          | 466 | le 21 septembre 1991 contre l'Uruguay         | le 1er octobre 1991 contre le Brésil          | 3      | 0      |
| Alejandro Marguery        | 467 | le 21 septembre 1991 contre l'Uruguay         | le 16 octobre 1993 contre le Paraguay         | 4      | 13     |
| Federico Jose Mendez      | 468 | le 21 septembre 1991 contre l'Uruguay         | le 31 octobre 1992 contre la Roumanie         | 6      | 63     |
| Julio Jose Paz            | 469 | le 21 septembre 1991 contre l'Uruguay         | le 1er octobre 1991 contre le Brésil          | 3      | 0      |
| Franco Rossi              | 470 | le 21 septembre 1991 contre l'Uruguay         | le 13 juin 1998 contre la France              | 4      | 12     |
| Guillermo Ugartemendia    | 471 | le 21 septembre 1991 contre l'Uruguay         | le 25 novembre 2000 contre l'Angleterre       | 13     | 5      |
| Marcelo Urbano            | 472 | le 21 septembre 1991 contre l'Uruguay         | le 21 octobre 1995 contre la France           | 7      | 0      |
| Ariel Mammana             | 473 | le 21 septembre 1991 contre l'Uruguay         | le 13 septembre 1997 contre le Paraguay       | 3      | 0      |
| Eduardo Pittinari         | 474 | le 21 septembre 1991 contre l'Uruguay         | le 1er octobre 1991 contre le Brésil          | 3      | 4      |
| Patricio Noriega          | 475 | le 28 septembre 1991 contre le Paraguay       | le 4 juin 1995 contre l'Italie                | 25     | 10     |
| Alejandro Tolomei         | 476 | le 28 septembre 1991 contre le Paraguay       | le 16 octobre 1993 contre le Paraguay         | 5      | 51     |
| Eduardo Laborde           | 477 | le 4 octobre 1991 contre l'Australie          | le 13 octobre 1991 contre les Samoa           | 3      | 0      |
| Mariano Bosch             | 478 | le 4 octobre 1991 contre l'Australie          | le 11 juillet 1992 contre la France           | 4      | 0      |
| Francisco Irarrazaval     | 479 | le 13 octobre 1991 contre les Samoa           | le 24 octobre 1992 contre l'Espagne           | 3      | 0      |
| Luis Criscuolo            | 480 | le 4 juillet 1992 contre la France            | le 29 juin 1996 contre la France              | 7      | 9      |
| Raul Perez                | 481 | le 4 juillet 1992 contre la France            | le 28 août 1999 contre l'Irlande              | 21     | 5      |
| Normando Ferrari          | 482 | le 26 septembre 1992 contre l'Espagne         | le 24 octobre 1992 contre l'Espagne           | 2      | 0      |
| Eduardo Garbarino         | 483 | le 26 septembre 1992 contre l'Espagne         | le 24 octobre 1992 contre l'Espagne           | 2      | 0      |
| Matias Roby               | 484 | le 26 septembre 1992 contre l'Espagne         | le 22 mai 1993 contre le Japon                | 2      | 5      |
| Leandro Bouza             | 485 | le 26 septembre 1992 contre l'Espagne         | le 26 septembre 1992 contre l'Espagne         | 1      | 0      |
| Gonzalo Garcia Orsetti    | 486 | le 31 octobre 1992 contre la Roumanie         | le 14 novembre 1992 contre la France          | 2      | 0      |
| Pablo Cremaschi           | 487 | le 15 mai 1993 contre le Japon                | le 17 octobre 1995 contre l'Italie            | 6      | 40     |
| Roberto Grau              | 488 | le 15 mai 1993 contre le Japon                | le 26 octobre 2003 contre l'Irlande           | 47     | 10     |
| Sebastian Irazoqui        | 489 | le 15 mai 1993 contre le Japon                | le 21 octobre 1995 contre la France           | 8      | 5      |
| Diego Silvetti            | 490 | le 15 mai 1993 contre le Japon                | le 15 mai 1993 contre le Japon                | 1      | 5      |
| Martin Grau               | 491 | le 15 mai 1993 contre le Japon                | le 15 mai 1993 contre le Japon                | 1      | 0      |
| Matias Corral             | 492 | le 22 mai 1993 contre le Japon                | le 4 juin 1995 contre l'Italie                | 17     | 5      |
| Sebastian Paz Posse       | 493 | le 2 octobre 1993 contre le Brésil            | le 23 octobre 1993 contre l'Uruguay           | 3      | 10     |
| Cristian Viel Temperley   | 494 | le 2 octobre 1993 contre le Brésil            | le 21 juin 1997 contre la Nouvelle-Zélande    | 26     | 15     |
| Martin Viola              | 495 | le 2 octobre 1993 contre le Brésil            | le 2 octobre 1993 contre le Brésil            | 1      | 0      |
| Eduardo Garcia Hamilton   | 496 | le 2 octobre 1993 contre le Brésil            | le 2 octobre 1993 contre le Brésil            | 1      | 0      |
| Ivan Merlo                | 497 | le 2 octobre 1993 contre le Brésil            | le 11 octobre 1993 contre le Chili            | 2      | 10     |
| Sergio Peretti            | 498 | le 2 octobre 1993 contre le Brésil            | le 6 novembre 1993 contre l'Afrique du Sud    | 3      | 0      |
| Pablo Fernandez Bravo     | 499 | le 6 novembre 1993 contre l'Afrique du Sud    | le 13 novembre 1993 contre l'Afrique du Sud   | 2      | 0      |
| Nicolas Fernandez Miranda | 500 | le 28 mai 1994 contre les États-Unis          | le 19 octobre 2007 contre la France           | 46     | 30     |

## 501 à 600
| Sommaire |
| --- |
| Haut • 1 à 100 • 101 à 200 • 201 à 300 • 301 à 400 • 401 à 500 501 à 600 • 601 à 700 • 701 à 800 • 801 à 900 |

| Nom                        | No  | Première sélection                         | Dernière sélection                           | Matchs | Points |
| -------------------------- | --- | ------------------------------------------ | -------------------------------------------- | ------ | ------ |
| Rolando Martin             | 501 | le 28 mai 1994 contre les États-Unis       | le 26 octobre 2003 contre l'Irlande          | 86     | 90     |
| Martín Pfister             | 502 | le 8 octobre 1994 contre l'Afrique du Sud  | le 15 septembre 1998 contre le Japon         | 6      | 10     |
| Francisco Garcia           | 503 | le 8 octobre 1994 contre l'Afrique du Sud  | le 15 septembre 1998 contre le Japon         | 13     | 10     |
| Jose Cilley                | 504 | le 15 octobre 1994 contre l'Afrique du Sud | le 1er mai 2002 contre le Paraguay           | 15     | 138    |
| Diego Albanese             | 505 | le 4 mars 1995 contre l'Uruguay            | le 26 octobre 2003 contre l'Irlande          | 55     | 50     |
| Nicolas Bossicovich        | 506 | le 4 mars 1995 contre l'Uruguay            | le 10 mars 1995 contre le Canada             | 2      | 0      |
| Omar Hasan Jalil           | 507 | le 4 mars 1995 contre l'Uruguay            | le 19 octobre 2007 contre la France          | 65     | 20     |
| Martin Lerga               | 508 | le 4 mars 1995 contre l'Uruguay            | le 21 octobre 1995 contre la France          | 5      | 0      |
| Fernando del Castillo      | 509 | le 10 mars 1995 contre le Canada           | le 18 août 1998 contre l'Uruguay             | 6      | 0      |
| Agustin Pichot             | 510 | le 30 avril 1995 contre l'Australie        | le 19 octobre 2007 contre la France          | 71     | 60     |
| Ezequiel Jurado            | 511 | le 30 avril 1995 contre l'Australie        | le 5 juin 1999 contre le pays de Galles      | 28     | 30     |
| Jose Luna                  | 512 | le 24 septembre 1995 contre le Paraguay    | le 4 octobre 1997 contre le Chili            | 8      | 129    |
| Omar Portillo              | 513 | le 24 septembre 1995 contre le Paraguay    | le 4 octobre 1997 contre le Chili            | 4      | 5      |
| Martin Sugasti             | 514 | le 24 septembre 1995 contre le Paraguay    | le 30 septembre 1995 contre le Chili         | 2      | 5      |
| Roberto Petti              | 515 | le 24 septembre 1995 contre le Paraguay    | le 30 septembre 1995 contre le Chili         | 2      | 0      |
| Pablo Bouza                | 516 | le 8 juin 1996 contre l'Uruguay            | Le 2 juin 2007 contre l'Irlande              | 37     | 50     |
| Carlos Promanzio           | 517 | le 8 juin 1996 contre l'Uruguay            | le 15 septembre 1998 contre le Japon         | 10     | 5      |
| Mauricio Reggiardo         | 518 | le 8 juin 1996 contre l'Uruguay            | le 26 octobre 2003 contre l'Irlande          | 50     | 15     |
| Gustavo Rivero             | 519 | le 8 juin 1996 contre l'Uruguay            | le 18 septembre 1996 contre l'Uruguay        | 3      | 0      |
| Facundo Soler              | 520 | le 8 juin 1996 contre l'Uruguay            | le 4 mai 2002 contre le Chili                | 25     | 90     |
| Julian Legora              | 521 | le 22 juin 1996 contre la France           | le 3 octobre 1998 contre le Paraguay         | 6      | 5      |
| Octavio Bartolucci         | 522 | le 14 septembre 1996 contre les États-Unis | le 27 août 2003 contre l'Uruguay             | 20     | 45     |
| Ignacio Fernandez Lobbe    | 523 | le 14 septembre 1996 contre les États-Unis | le 14 juin 2008 contre l'Écosse              | 65     | 30     |
| Leandro Lobrauco           | 524 | le 14 septembre 1996 contre les États-Unis | Le 17 octobre 1998 contre l'Uruguay          | 5      | 9      |
| Martin Palou               | 525 | le 14 septembre 1996 contre les États-Unis | le 18 septembre 1996 contre l'Uruguay        | 2      | 0      |
| Gonzalo Quesada            | 526 | le 14 septembre 1996 contre les États-Unis | le 26 octobre 2003 contre l'Irlande          | 38     | 486    |
| Martin Scelzo              | 527 | le 14 septembre 1996 contre les États-Unis | le 9 octobre 2011 contre la Nouvelle-Zélande | 59     | 50     |
| Eduardo Simone             | 528 | le 14 septembre 1996 contre les États-Unis | le 4 mai 2002 contre le Chili                | 36     | 45     |
| Roberto Travaglini         | 529 | le 14 septembre 1996 contre les États-Unis | le 22 août 1998 contre le Canada             | 8      | 5      |
| Federico Werner            | 530 | le 14 septembre 1996 contre les États-Unis | le 27 septembre 1997 contre l'Uruguay        | 2      | 0      |
| Christian Barrea           | 531 | le 18 septembre 1996 contre l'Uruguay      | le 9 novembre 1996 contre l'Afrique du Sud   | 3      | 5      |
| Diego Giannantonio         | 532 | le 18 septembre 1996 contre l'Uruguay      | le 22 juin 2002 contre l'Angleterre          | 10     | 38     |
| Mario Ledesma Arocena      | 533 | le 18 septembre 1996 contre l'Uruguay      | le 9 octobre 2011 contre la Nouvelle-Zélande | 84     | 15     |
| Jose Orengo                | 534 | le 18 septembre 1996 contre l'Uruguay      | le 19 juin 2004 contre le pays de Galles     | 36     | 45     |
| Tomas Solari               | 535 | le 18 septembre 1996 contre l'Uruguay      | le 28 juin 1997 contre la Nouvelle-Zélande   | 7      | 20     |
| German Aristide            | 536 | le 7 juin 1997 contre l'Angleterre         | le 7 juin 1997 contre l'Angleterre           | 1      | 0      |
| Miguel Ruiz                | 537 | le 21 juin 1997 contre la Nouvelle-Zélande | le 4 mai 2002 contre le Chili                | 24     | 10     |
| Alejandro Aguirre          | 538 | le 13 septembre 1997 contre le Paraguay    | le 4 octobre 1997 contre le Chili            | 2      | 5      |
| Pablo Alexenicer           | 539 | le 13 septembre 1997 contre le Paraguay    | le 4 octobre 1997 contre le Chili            | 2      | 0      |
| Alejandro Allub            | 540 | le 13 septembre 1997 contre le Paraguay    | le 23 juin 2001 contre la Nouvelle-Zélande   | 29     | 5      |
| Matias Brandi              | 541 | le 13 septembre 1997 contre le Paraguay    | le 17 octobre 1998 contre l'Uruguay          | 5      | 5      |
| Marcelo Carmona            | 542 | le 13 septembre 1997 contre le Paraguay    | le 4 octobre 1997 contre le Chili            | 2      | 5      |
| Diego Gomez Coll           | 543 | le 13 septembre 1997 contre le Paraguay    | le 13 septembre 1997 contre le Paraguay      | 1      | 15     |
| Agustin Lopresti           | 544 | le 13 septembre 1997 contre le Paraguay    | le 4 octobre 1997 contre le Chili            | 2      | 5      |
| Juan Meabe                 | 545 | le 13 septembre 1997 contre le Paraguay    | le 13 septembre 1997 contre le Paraguay      | 1      | 0      |
| Facundo Rave               | 546 | le 13 septembre 1997 contre le Paraguay    | le 13 septembre 1997 contre le Paraguay      | 1      | 5      |
| Damian Rotondo             | 547 | le 13 septembre 1997 contre le Paraguay    | le 4 octobre 1997 contre le Chili            | 2      | 15     |
| Gustavo Veron              | 548 | le 13 septembre 1997 contre le Paraguay    | le 13 septembre 1997 contre le Paraguay      | 1      | 0      |
| Raul Cano                  | 549 | le 13 septembre 1997 contre le Paraguay    | le 13 septembre 1997 contre le Paraguay      | 1      | 0      |
| Manuel Diaz                | 550 | le 13 septembre 1997 contre le Paraguay    | le 10 octobre 1998 contre le Chili           | 5      | 10     |
| Andres Irigoyen            | 551 | le 13 septembre 1997 contre le Paraguay    | le 13 septembre 1997 contre le Paraguay      | 1      | 0      |
| Fernando Diaz Alberdi      | 552 | le 27 septembre 1997 contre l'Uruguay      | le 24 juin 2000 contre l'Australie           | 5      | 5      |
| Juan Fernandez Miranda     | 553 | le 27 septembre 1997 contre l'Uruguay      | le 9 juin 2007 contre l'Italie               | 29     | 158    |
| Santiago Phelan            | 554 | le 27 septembre 1997 contre l'Uruguay      | le 22 octobre 2003 contre la Roumanie        | 45     | 5      |
| Camilo Boffelli            | 555 | le 27 septembre 1997 contre l'Uruguay      | le 1er mai 2004 contre le Venezuela          | 5      | 10     |
| Hugo Cespedes              | 556 | le 27 septembre 1997 contre l'Uruguay      | le 4 octobre 1997 contre le Chili            | 2      | 0      |
| Guillermo Bernardi         | 557 | le 4 octobre 1997 contre le Chili          | le 4 octobre 1997 contre le Chili            | 1      | 0      |
| Martin Durand              | 558 | le 4 octobre 1997 contre le Chili          | le 22 novembre 2008 contre l'Irlande         | 60     | 45     |
| Leonardo Gravano           | 559 | le 4 octobre 1997 contre le Chili          | le 17 octobre 1998 contre l'Uruguay          | 3      | 5      |
| Emiliano Mulieri           | 560 | le 4 octobre 1997 contre le Chili          | le 4 octobre 1997 contre le Chili            | 1      | 10     |
| Gaston Nazassi             | 561 | le 4 octobre 1997 contre le Chili          | le 4 octobre 1997 contre le Chili            | 1      | 0      |
| Nicolas Gomez              | 562 | le 4 octobre 1997 contre le Chili          | le 4 octobre 1997 contre le Chili            | 1      | 0      |
| Federico Todeschini        | 563 | le 8 août 1998 contre la Roumanie          | le 14 juin 2008 contre l'Écosse              | 21     | 256    |
| Manuel Contepomi           | 564 | le 15 août 1998 contre les États-Unis      | le 19 octobre 2007 contre la France          | 38     | 45     |
| Gabriel Bocca              | 565 | le 15 septembre 1998 contre le Japon       | le 3 octobre 1998 contre le Paraguay         | 2      | 0      |
| Ignacio Corleto            | 566 | le 15 septembre 1998 contre le Japon       | le 19 octobre 2007 contre la France          | 37     | 73     |
| Patricio Fuselli           | 567 | le 15 septembre 1998 contre le Japon       | le 3 octobre 1998 contre le Paraguay         | 2      | 10     |
| Pablo Garcia Hamilton      | 568 | le 15 septembre 1998 contre le Japon       | le 10 octobre 1998 contre le Chili           | 2      | 0      |
| Rodrigo Roncero            | 569 | le 15 septembre 1998 contre le Japon       | le 6 octobre 2012 contre l'Australie         | 55     | 30     |
| Rafael Silva               | 570 | le 15 septembre 1998 contre le Japon       | le 15 septembre 1998 contre le Japon         | 1      | 0      |
| Bernardo Stortoni          | 571 | le 15 septembre 1998 contre le Japon       | le 22 novembre 2008 contre l'Irlande         | 26     | 50     |
| Daniel Villen              | 572 | le 15 septembre 1998 contre le Japon       | le 3 octobre 1998 contre le Paraguay         | 2      | 0      |
| Arturo Mimesi              | 573 | le 15 septembre 1998 contre le Japon       | le 10 octobre 1998 contre le Chili           | 3      | 0      |
| Damian Rodriguez           | 574 | le 15 septembre 1998 contre le Japon       | le 17 octobre 1998 contre l'Uruguay          | 4      | 0      |
| Patricio Grande            | 575 | le 3 octobre 1998 contre le Paraguay       | le 17 octobre 1998 contre l'Uruguay          | 3      | 30     |
| Matias Lamas               | 576 | le 3 octobre 1998 contre le Paraguay       | le 10 octobre 1998 contre le Chili           | 2      | 0      |
| Martin Molina              | 577 | le 3 octobre 1998 contre le Paraguay       | le 17 octobre 1998 contre l'Uruguay          | 3      | 12     |
| Christian Ohanian          | 578 | le 3 octobre 1998 contre le Paraguay       | le 17 octobre 1998 contre l'Uruguay          | 2      | 5      |
| Jose Altube                | 579 | le 3 octobre 1998 contre le Paraguay       | le 17 octobre 1998 contre l'Uruguay          | 3      | 9      |
| Rimas Alvarez Kairelis     | 580 | le 3 octobre 1998 contre le Paraguay       | le 13 juin 2009 contre l'Angleterre          | 44     | 15     |
| Julio García               | 581 | le 3 octobre 1998 contre le Paraguay       | le 17 juin 2000 contre l'Australie           | 3      | 3      |
| Alejandro Moreno           | 582 | le 3 octobre 1998 contre le Paraguay       | le 17 octobre 1998 contre l'Uruguay          | 3      | 0      |
| Eduardo Zapiola            | 583 | le 3 octobre 1998 contre le Paraguay       | le 3 octobre 1998 contre le Paraguay         | 1      | 0      |
| Julio Brolese              | 584 | le 10 octobre 1998 contre le Chili         | le 17 octobre 1998 contre l'Uruguay          | 2      | 10     |
| Felipe Contepomi           | 585 | le 10 octobre 1998 contre le Chili         | le 5 octobre 2013 contre l'Australie         | 87     | 651    |
| Gerardo Lazcano Miranda    | 586 | le 10 octobre 1998 contre le Chili         | le 23 avril 2005 contre le Japon             | 5      | 0      |
| Ernesto Naveyra            | 587 | le 10 octobre 1998 contre le Chili         | le 10 octobre 1998 contre le Chili           | 1      | 0      |
| Matias Peri Brusa          | 588 | le 10 octobre 1998 contre le Chili         | le 10 octobre 1998 contre le Chili           | 1      | 0      |
| Martin Gaitan              | 589 | le 17 octobre 1998 contre l'Uruguay        | le 18 août 2007 contre le pays de Galles     | 10     | 40     |
| Gonzalo Longo              | 590 | le 5 juin 1999 contre le pays de Galles    | le 19 octobre 2007 contre la France          | 51     | 25     |
| Lucas Ostiglia             | 591 | le 5 juin 1999 contre le pays de Galles    | le 14 octobre 2007 contre l'Afrique du Sud   | 32     | 15     |
| Agustín Canalda            | 592 | le 21 août 1999 contre l'Écosse            | le 26 mai 2001 contre le Canada              | 6      | 0      |
| Hugo Dande                 | 593 | le 19 mai 2001 contre l'Uruguay            | le 1er mai 2004 contre le Venezuela          | 4      | 10     |
| Leopoldo De Chazal         | 594 | le 19 mai 2001 contre l'Uruguay            | le 8 mai 2005 contre le Chili                | 4      | 5      |
| Santiago Gonzalez Bonorino | 595 | le 19 mai 2001 contre l'Uruguay            | le 14 juin 2008 contre l'Écosse              | 15     | 0      |
| Gustavo Morlaes Oliver     | 596 | le 19 mai 2001 contre l'Uruguay            | le 26 mai 2001 contre le Canada              | 3      | 0      |
| Jose Nunez Piossek         | 597 | le 19 mai 2001 contre l'Uruguay            | le 9 août 2008 contre l'Afrique du Sud       | 28     | 145    |
| Leonardo Roldan            | 598 | le 19 mai 2001 contre l'Uruguay            | le 26 mai 2001 contre le Canada              | 2      | 5      |
| Juan Jose Villar           | 599 | le 19 mai 2001 contre l'Uruguay            | le 4 mai 2002 contre le Chili                | 5      | 0      |
| Matias Albina              | 600 | le 19 mai 2001 contre l'Uruguay            | le 23 avril 2005 contre le Japon             | 10     | 20     |

## 601 à 700
| Sommaire |
| --- |
| Haut • 1 à 100 • 101 à 200 • 201 à 300 • 301 à 400 • 401 à 500 501 à 600 • 601 à 700 • 701 à 800 • 801 à 900 |

| Nom                          | No  | Première sélection                         | Dernière sélection                           | Matchs | Points |
| ---------------------------- | --- | ------------------------------------------ | -------------------------------------------- | ------ | ------ |
| Francisco Leonelli Morey     | 601 | le 19 mai 2001 contre l'Uruguay            | le 13 juin 2009 contre l'Angleterre          | 16     | 40     |
| Mariano Sambucetti           | 602 | le 19 mai 2001 contre l'Uruguay            | le 21 novembre 2009 contre le pays de Galles | 11     | 15     |
| Emiliano Bergamaschi         | 603 | le 23 mai 2001 contre les États-Unis       | le 23 mai 2001 contre les États-Unis         | 1      | 0      |
| Pablo Cardinali              | 604 | le 23 mai 2001 contre les États-Unis       | le 26 mai 2007 contre l'Irlande              | 5      | 0      |
| Daniel Rodriguez             | 605 | le 28 avril 2002 contre l'Uruguay          | le 4 mai 2002 contre le Chili                | 3      | 0      |
| Hernan Senillosa             | 606 | le 28 avril 2002 contre l'Uruguay          | le 19 octobre 2007 contre la France          | 33     | 128    |
| Alfonso Amuchastegui         | 607 | le 28 avril 2002 contre l'Uruguay          | le 4 mai 2002 contre le Chili                | 3      | 0      |
| Maximiliano Nannini          | 608 | le 28 avril 2002 contre l'Uruguay          | le 30 avril 2003 contre le Chili             | 5      | 20     |
| Juan Cruz Legora             | 609 | le 1er mai 2002 contre le Paraguay         | le 4 mai 2002 contre le Chili                | 2      | 5      |
| Patricio Albacete            | 610 | le 27 avril 2003 contre le Paraguay        | le 16 novembre 2013 contre le pays de Galles | 57     | 5      |
| Lucas Borges                 | 611 | le 27 avril 2003 contre le Paraguay        | le 28 novembre 2010 contre l'Irlande         | 32     | 70     |
| German Bustos                | 612 | le 27 avril 2003 contre le Paraguay        | le 1er mai 2004 contre le Venezuela          | 4      | 51     |
| Eusebio Guiñazú              | 613 | le 27 avril 2003 contre le Paraguay        | le 23 novembre 2013 contre l'Italie          | 36     | 5      |
| Juan Martin Hernandez        | 614 | le 27 avril 2003 contre le Paraguay        | le 18 novembre 2017 contre l'Italie          | 74     | 176    |
| Francisco Lecot              | 615 | le 27 avril 2003 contre le Paraguay        | le 15 décembre 2007 contre le Chili          | 4      | 0      |
| Leonardo Ortiz               | 616 | le 27 avril 2003 contre le Paraguay        | le 3 mai 2003 contre l'Uruguay               | 3      | 0      |
| Martin Schusterman           | 617 | le 27 avril 2003 contre le Paraguay        | le 11 septembre 2007 contre la Géorgie       | 17     | 5      |
| Martin Rospide               | 618 | le 27 avril 2003 contre le Paraguay        | le 3 mai 2003 contre l'Uruguay               | 3      | 0      |
| Federico Cortopasso          | 619 | le 30 avril 2003 contre le Chili           | le 3 mai 2003 contre l'Uruguay               | 2      | 0      |
| Julio Freixas                | 620 | le 30 avril 2003 contre le Chili           | le 3 mai 2003 contre l'Uruguay               | 2      | 5      |
| Federico Serra Miras         | 621 | le 30 avril 2003 contre le Chili           | le 14 juin 2008 contre l'Écosse              | 10     | 26     |
| Santiago Sanz                | 622 | le 23 août 2003 contre les États-Unis      | le 15 décembre 2007 contre le Chili          | 6      | 5      |
| Federico Martín Aramburú     | 623 | le 25 avril 2004 contre le Chili           | le 28 novembre 2009 contre l'Écosse          | 22     | 40     |
| Francisco Bosch              | 624 | le 25 avril 2004 contre le Chili           | le 3 décembre 2005 contre les Samoa          | 4      | 10     |
| Pablo Henn                   | 625 | le 25 avril 2004 contre le Chili           | le 15 juin 2013 contre l'Angleterre          | 9      | 5      |
| Ariel Castellina             | 626 | le 25 avril 2004 contre le Chili           | le 1er mai 2004 contre le Venezuela          | 3      | 0      |
| Federico Andres Genoud       | 627 | le 25 avril 2004 contre le Chili           | le 31 mai 2008 contre l'Uruguay              | 7      | 10     |
| Andres Romagnoli             | 628 | le 25 avril 2004 contre le Chili           | le 1er mai 2004 contre le Venezuela          | 3      | 0      |
| Galo Alvarez Quinones        | 629 | le 28 avril 2004 contre l'Uruguay          | le 1er mai 2004 contre le Venezuela          | 2      | 0      |
| Juan Martin Fernandez Lobbe  | 630 | le 28 avril 2004 contre l'Uruguay          | le 30 octobre 2015 contre l'Afrique du Sud   | 71     | 25     |
| Alvaro Galindo               | 631 | le 28 avril 2004 contre l'Uruguay          | le 25 août 2012 contre l'Afrique du Sud      | 15     | 15     |
| Lucio Lopez Fleming          | 632 | le 28 avril 2004 contre l'Uruguay          | le 31 mai 2008 contre l'Uruguay              | 5      | 20     |
| Fernando Higgs               | 633 | le 28 avril 2004 contre l'Uruguay          | le 15 mai 2005 contre l'Uruguay              | 5      | 50     |
| Pablo Gomez Cora             | 634 | le 26 juin 2004 contre la Nouvelle-Zélande | le 11 novembre 2006 contre l'Angleterre      | 4      | 0      |
| Santiago Artese              | 635 | le 4 décembre 2004 contre l'Afrique du Sud | le 4 décembre 2004 contre l'Afrique du Sud   | 1      | 5      |
| Augusto Petrilli             | 636 | le 4 décembre 2004 contre l'Afrique du Sud | le 23 avril 2005 contre le Japon             | 2      | 0      |
| Gonzalo Tiesi                | 637 | le 4 décembre 2004 contre l'Afrique du Sud | le 9 novembre 2013 contre l'Angleterre       | 37     | 30     |
| Marcos Ayerza                | 638 | le 4 décembre 2004 contre l'Afrique du Sud | le 25 octobre 2015 contre l'Australie        | 66     | 5      |
| Manuel Carizza               | 639 | le 4 décembre 2004 contre l'Afrique du Sud | le 25 juillet 2015 contre l'Australie        | 46     | 5      |
| Alberto Vernet Basualdo      | 640 | le 4 décembre 2004 contre l'Afrique du Sud | le 28 novembre 2009 contre l'Écosse          | 12     | 0      |
| Miguel Avramovic             | 641 | le 23 avril 2005 contre le Japon           | le 6 juin 2009 contre l'Angleterre           | 11     | 20     |
| Juan Manuel Leguizamon       | 642 | le 23 avril 2005 contre le Japon           | le 9 octobre 2019 contre les Etats-Unis      | 86     | 65     |
| Agustín Creevy               | 643 | le 23 avril 2005 contre le Japon           | le 31 août 2024 contre l'Australie           | 110    | 30     |
| Jaime Arocena Mesones        | 644 | le 8 mai 2005 contre le Chili              | le 3 décembre 2005 contre les Samoa          | 3      | 0      |
| Facundo Barni                | 645 | le 8 mai 2005 contre le Chili              | le 8 mai 2005 contre le Chili                | 1      | 5      |
| Javier Belloto               | 646 | le 8 mai 2005 contre le Chili              | le 15 mai 2005 contre l'Uruguay              | 2      | 0      |
| Agustin Costa Repetto        | 647 | le 8 mai 2005 contre le Chili              | le 3 décembre 2005 contre les Samoa          | 3      | 10     |
| Bruno Fabricio Cuezzo        | 648 | le 8 mai 2005 contre le Chili              | le 15 décembre 2007 contre le Chili          | 3      | 0      |
| Tomas de Vedia               | 649 | le 8 mai 2005 contre le Chili              | le 7 juin 2008 contre l'Écosse               | 4      | 5      |
| Gaston Graco                 | 650 | le 8 mai 2005 contre le Chili              | le 15 mai 2005 contre l'Uruguay              | 2      | 13     |
| Javier Irazusta              | 651 | le 8 mai 2005 contre le Chili              | le 15 mai 2005 contre l'Uruguay              | 2      | 0      |
| Roman Miralles               | 652 | le 8 mai 2005 contre le Chili              | le 23 mai 2015 contre le Paraguay            | 7      | 15     |
| Horacio San Martin           | 653 | le 8 mai 2005 contre le Chili              | le 28 novembre 2009 contre l'Écosse          | 4      | 0      |
| Nicolas Vergallo             | 654 | le 8 mai 2005 contre le Chili              | le 15 juin 2013 contre l'Angleterre          | 35     | 0      |
| Alejandro Bar                | 655 | le 8 mai 2005 contre le Chili              | le 8 mai 2005 contre le Chili                | 1      | 0      |
| Juan Martin Berberian Blanco | 656 | le 8 mai 2005 contre le Chili              | le 15 mai 2005 contre l'Uruguay              | 2      | 5      |
| Nicolas Carizza              | 657 | le 8 mai 2005 contre le Chili              | le 15 mai 2005 contre l'Uruguay              | 2      | 0      |
| Jose Ignacio Correa          | 658 | le 8 mai 2005 contre le Chili              | le 8 mai 2005 contre le Chili                | 1      | 2      |
| Gastón de Robertis           | 659 | le 8 mai 2005 contre le Chili              | le 22 mai 2011 contre le Chili               | 6      | 0      |
| Genaro Fessia                | 660 | le 15 mai 2005 contre l'Uruguay            | le 9 juin 2012 contre l'Italie               | 14     | 15     |
| Facundo Borelli              | 661 | le 15 mai 2005 contre l'Uruguay            | le 15 mai 2005 contre l'Uruguay              | 1      | 0      |
| Conrado Lopez Alonso         | 662 | le 15 mai 2005 contre l'Uruguay            | le 15 mai 2005 contre l'Uruguay              | 1      | 0      |
| Horacio Agulla               | 663 | le 3 décembre 2005 contre les Samoa        | le 30 octobre 2015 contre l'Afrique du Sud   | 63     | 30     |
| Matias Cortese               | 664 | le 3 décembre 2005 contre les Samoa        | le 23 mai 2015 contre le Paraguay            | 15     | 5      |
| Sebastián Rondinelli         | 665 | le 3 décembre 2005 contre les Samoa        | le 3 décembre 2005 contre les Samoa          | 1      | 0      |
| Rafael Carballo              | 666 | le 11 juin 2006 contre le pays de Galles   | le 26 juin 2010 contre la France             | 8      | 15     |
| Pablo Gambarini              | 667 | le 17 juin 2006 contre le pays de Galles   | le 8 novembre 2008 contre le Chili           | 8      | 5      |
| Esteban Lozada               | 668 | le 11 novembre 2006 contre l'Angleterre    | le 22 juin 2013 contre la Géorgie            | 22     | 0      |
| Juan Gomez                   | 669 | le 18 novembre 2006 contre l'Italie        | le 10 novembre 2012 contre le pays de Galles | 6      | 0      |
| Marcelo Bosch                | 670 | le 9 juin 2007 contre l'Italie             | le 25 octobre 2015 contre l'Australie        | 39     | 60     |
| Alejandro Abadie             | 671 | le 15 décembre 2007 contre le Chili        | le 28 novembre 2009 contre l'Écosse          | 5      | 5      |
| Federico Amelong             | 672 | le 15 décembre 2007 contre le Chili        | le 31 mai 2008 contre l'Uruguay              | 2      | 5      |
| Felipe Aranguren             | 673 | le 15 décembre 2007 contre le Chili        | le 25 mai 2011 contre l'Uruguay              | 6      | 5      |
| Gabriel Ascarate             | 674 | le 15 décembre 2007 contre le Chili        | le 26 novembre 2016 contre l'Angleterre      | 19     | 20     |
| Gonzalo Begino               | 675 | le 15 décembre 2007 contre le Chili        | le 15 décembre 2007 contre le Chili          | 1      | 0      |
| Agustin Guzman               | 676 | le 15 décembre 2007 contre le Chili        | le 23 mai 2010 contre le Chili               | 5      | 5      |
| Francisco Merello            | 677 | le 15 décembre 2007 contre le Chili        | le 23 mai 2010 contre le Chili               | 5      | 30     |
| Ignacio Mieres               | 678 | le 15 décembre 2007 contre le Chili        | le 16 juin 2012 contre la France             | 6      | 32     |
| Sebastian Ponce              | 679 | le 15 décembre 2007 contre le Chili        | le 15 décembre 2007 contre le Chili          | 1      | 10     |
| James Stuart                 | 680 | le 15 décembre 2007 contre le Chili        | le 28 juin 2008 contre l'Italie              | 3      | 0      |
| Benjamín Urdapilleta         | 681 | le 15 décembre 2007 contre le Chili        | le 24 septembre 2022 contre l'Afrique du Sud | 19     | 62     |
| Francisco Albarracin         | 682 | le 15 décembre 2007 contre le Chili        | le 8 novembre 2008 contre le Chili           | 3      | 5      |
| Alejandro Campos             | 683 | le 15 décembre 2007 contre le Chili        | le 9 octobre 2011 contre la Nouvelle-Zélande | 15     | 5      |
| Ramiro del Busto             | 684 | le 15 décembre 2007 contre le Chili        | le 15 décembre 2007 contre le Chili          | 1      | 5      |
| Lucas Gonzalez Amorosino     | 685 | le 15 décembre 2007 contre le Chili        | le 17 septembre 2016 contre l'Australie      | 52     | 35     |
| Tomas Roan                   | 686 | le 15 décembre 2007 contre le Chili        | le 8 novembre 2008 contre le Chili           | 2      | 0      |
| Frederico Rodriguez          | 687 | le 15 décembre 2007 contre le Chili        | le 15 décembre 2007 contre le Chili          | 1      | 0      |
| Lucas Barrera Oro            | 688 | le 31 mai 2008 contre l'Uruguay            | le 23 mai 2009 contre l'Uruguay              | 3      | 0      |
| Felipe Bettolli              | 689 | le 31 mai 2008 contre l'Uruguay            | le 23 mai 2009 contre l'Uruguay              | 3      | 0      |
| Gonzalo Camacho              | 690 | le 31 mai 2008 contre l'Uruguay            | le 25 juillet 2015 contre l'Australie        | 24     | 30     |
| Mauro Comuzzi                | 691 | le 31 mai 2008 contre l'Uruguay            | le 25 mai 2011 contre l'Uruguay              | 5      | 0      |
| Juan Ignacio Gauthier        | 692 | le 31 mai 2008 contre l'Uruguay            | le 8 novembre 2008 contre le Chili           | 2      | 15     |
| Francisco Gomez Kodela       | 693 | le 31 mai 2008 contre l'Uruguay            | le 19 juillet 2025 contre l'Uruguay          | 43     | 5      |
| Juan Pablo Lagarrigue        | 694 | le 31 mai 2008 contre l'Uruguay            | le 8 novembre 2008 contre le Chili           | 2      | 0      |
| Rodrigo Maria                | 695 | le 31 mai 2008 contre l'Uruguay            | le 31 mai 2008 contre l'Uruguay              | 1      | 10     |
| Leonardo Senatore            | 696 | le 31 mai 2008 contre l'Uruguay            | le 23 juin 2018 contre l'Ecosse              | 50     | 20     |
| Carlos Caceres               | 697 | le 31 mai 2008 contre l'Uruguay            | le 23 mai 2010 contre le Chili               | 4      | 0      |
| Ariel Hevia                  | 698 | le 31 mai 2008 contre l'Uruguay            | le 31 mai 2008 contre l'Uruguay              | 1      | 0      |
| Alvaro Tejeda                | 699 | le 7 juin 2008 contre l'Écosse             | le 28 juin 2008 contre l'Italie              | 3      | 5      |
| Pedro Ledesma Arocena        | 700 | le 28 juin 2008 contre l'Italie            | le 9 août 2008 contre l'Afrique du Sud       | 2      | 0      |

## 701 à 800
| Sommaire |
| --- |
| Haut • 1 à 100 • 101 à 200 • 201 à 300 • 301 à 400 • 401 à 500 501 à 600 • 601 à 700 • 701 à 800 • 801 à 900 |

| Nom                         | No  | Première sélection                                | Dernière sélection                              | Matchs | Points |
| --------------------------- | --- | ------------------------------------------------- | ----------------------------------------------- | ------ | ------ |
| Alfredo Lalanne             | 701 | le 9 août 2008 contre l'Afrique du Sud            | le 9 octobre 2011 contre la Nouvelle-Zélande    | 10     | 0      |
| Martin Bustos Moyano        | 702 | le 8 novembre 2008 contre le Chili                | le 22 juin 2013 contre la Géorgie               | 4      | 43     |
| Miguel de Achaval           | 703 | le 8 novembre 2008 contre le Chili                | le 20 novembre 2010 contre la France            | 5      | 5      |
| Juan Pablo Estelles         | 704 | le 8 novembre 2008 contre le Chili                | le 26 novembre 2016 contre l'Angleterre         | 3      | 0      |
| Tomas Leonardi              | 705 | le 8 novembre 2008 contre le Chili                | le 22 juin 2013 contre la Géorgie               | 18     | 20     |
| Agustin Smidt               | 706 | le 8 novembre 2008 contre le Chili                | le 23 mai 2010 contre le Chili                  | 3      | 10     |
| Esteban Bustillo            | 707 | le 8 novembre 2008 contre le Chili                | le 8 novembre 2008 contre le Chili              | 1      | 0      |
| Mauricio Guidone            | 708 | le 8 novembre 2008 contre le Chili                | le 22 juin 2013 contre la Géorgie               | 10     | 5      |
| Martín Landajo              | 709 | le 8 novembre 2008 contre le Chili                | le 24 novembre 2018 contre l'Ecosse             | 84     | 35     |
| Ignacio Pasman              | 710 | le 8 novembre 2008 contre le Chili                | le 23 mai 2009 contre l'Uruguay                 | 2      | 0      |
| Juan Pablo Orlandi          | 711 | le 8 novembre 2008 contre la France               | le 30 octobre 2015 contre l'Afrique du Sud      | 20     | 5      |
| Santiago Fernández          | 712 | le 15 novembre 2008 contre l'Italie               | le 16 novembre 2013 contre le pays de Galles    | 32     | 13     |
| Agustín Figuerola           | 713 | le 15 novembre 2008 contre l'Italie               | le 19 juin 2010 contre l'Écosse                 | 7      | 0      |
| Belisario Agulla            | 714 | le 20 mai 2009 contre le Chili                    | le 22 juin 2013 contre la Géorgie               | 11     | 35     |
| Lucas Alcacer Mackinlay     | 715 | le 20 mai 2009 contre le Chili                    | le 23 mai 2009 contre l'Uruguay                 | 2      | 0      |
| Rodrigo Bruno               | 716 | le 20 mai 2009 contre le Chili                    | le 16 juin 2012 contre la France                | 7      | 15     |
| Pedro Garzon                | 717 | le 20 mai 2009 contre le Chili                    | le 23 mai 2009 contre l'Uruguay                 | 2      | 5      |
| Santiago González Iglesias  | 718 | le 20 mai 2009 contre le Chili                    | le 6 octobre 2018 contre l'Australie            | 43     | 143    |
| Juan Imhoff                 | 719 | le 20 mai 2009 contre le Chili                    | le 30 septembre 2023 contre le Chili            | 45     | 110    |
| Benjamin Macome             | 720 | le 20 mai 2009 contre le Chili                    | le 18 novembre 2017 contre l'Italie             | 28     | 10     |
| Matias Narvaez              | 721 | le 20 mai 2009 contre le Chili                    | le 23 mai 2009 contre l'Uruguay                 | 2      | 0      |
| Santiago Piccaluga          | 722 | le 20 mai 2009 contre le Chili                    | le 23 mai 2009 contre l'Uruguay                 | 2      | 0      |
| Guillermo Roan              | 723 | le 20 mai 2009 contre le Chili                    | le 22 juin 2013 contre la Géorgie               | 7      | 0      |
| Facundo Vega                | 724 | le 20 mai 2009 contre le Chili                    | le 23 mai 2009 contre l'Uruguay                 | 2      | 9      |
| Francisco Cubelli           | 725 | le 20 mai 2009 contre le Chili                    | le 23 mai 2009 contre l'Uruguay                 | 2      | 0      |
| Ignacio di Santi            | 726 | le 20 mai 2009 contre le Chili                    | le 23 mai 2009 contre l'Uruguay                 | 2      | 0      |
| Paolo Mac                   | 727 | le 20 mai 2009 contre le Chili                    | le 20 mai 2009 contre le Chili                  | 1      | 5      |
| Federico Merlo              | 728 | le 20 mai 2009 contre le Chili                    | le 20 mai 2009 contre le Chili                  | 1      | 5      |
| Gabriel Pata Curello        | 729 | le 20 mai 2009 contre le Chili                    | le 23 mai 2009 contre l'Uruguay                 | 2      | 5      |
| Martín Rodríguez Gurruchaga | 730 | le 14 novembre 2009 contre l'Angleterre           | le 29 septembre 2012 contre la Nouvelle-Zélande | 19     | 72     |
| Leandro Pereyra             | 731 | le 21 mai 2010 contre l'Uruguay                   | le 23 mai 2010 contre le Chili                  | 2      | 0      |
| Matias Viazzo               | 732 | le 21 mai 2010 contre l'Uruguay                   | le 23 mai 2010 contre le Chili                  | 2      | 5      |
| Tomás Cubelli               | 733 | le 21 mai 2010 contre l'Uruguay                   | le 27 octobre 2023 contre l'Angleterre          | 93     | 80     |
| Marcos Lobato               | 734 | le 21 mai 2010 contre l'Uruguay                   | le 23 mai 2010 contre le Chili                  | 2      | 0      |
| Ramiro Pacheco              | 735 | le 21 mai 2010 contre l'Uruguay                   | le 23 mai 2010 contre le Chili                  | 2      | 0      |
| Luciano Proto               | 736 | le 21 mai 2010 contre l'Uruguay                   | le 23 mai 2010 contre le Chili                  | 2      | 0      |
| Nicolás Sánchez             | 737 | le 21 mai 2010 contre l'Uruguay                   | le 27 octobre 2023 contre l'Angleterre          | 104    | 898    |
| Rodrigo Baez                | 738 | le 23 mai 2010 contre le Chili                    | le 24 juin 2017 contre la Géorgie               | 17     | 10     |
| Nahuel Tetaz Chaparro       | 739 | le 23 mai 2010 contre le Chili                    | le 19 juillet 2025 contre l'Uruguay             | 81     | 15     |
| Mariano Galarza             | 740 | le 12 juin 2010 contre l'Écosse                   | le 17 novembre 2018 contre la France            | 26     | 0      |
| Santiago Guzman             | 741 | le 19 juin 2010 contre l'Écosse                   | le 9 juin 2012 contre l'Italie                  | 6      | 0      |
| Juan Figallo                | 742 | le 26 juin 2010 contre la France                  | le 5 octobre 2019 contre l'Angleterre           | 33     | 5      |
| Julio Farias Cabello        | 743 | le 20 novembre 2010 contre la France              | le 23 novembre 2013 contre l'Italie             | 30     | 10     |
| Jose Basile                 | 744 | le 22 mai 2011 contre le Chili                    | le 25 mai 2011 contre l'Uruguay                 | 2      | 5      |
| Santiago Bottini            | 745 | le 22 mai 2011 contre le Chili                    | le 25 mai 2011 contre l'Uruguay                 | 2      | 0      |
| Tomas de la Vega            | 746 | le 22 mai 2011 contre le Chili                    | le 20 juin 2014 contre l'Écosse                 | 12     | 10     |
| Tomas Rosati                | 747 | le 22 mai 2011 contre le Chili                    | le 25 mai 2011 contre l'Uruguay                 | 2      | 0      |
| Hugo Schierano              | 748 | le 22 mai 2011 contre le Chili                    | le 25 mai 2011 contre l'Uruguay                 | 2      | 0      |
| Roberto Tejerizo            | 749 | le 22 mai 2011 contre le Chili                    | le 26 mai 2012 contre le Chili                  | 4      | 0      |
| Federico Alloggio           | 750 | le 22 mai 2011 contre le Chili                    | le 25 mai 2011 contre l'Uruguay                 | 2      | 0      |
| Nicolas Centurion           | 751 | le 22 mai 2011 contre le Chili                    | le 25 mai 2011 contre l'Uruguay                 | 2      | 5      |
| Gaston Cortés               | 752 | le 22 mai 2011 contre le Chili                    | le 9 septembre 2018 contre la Nouvelle-Zélande  | 5      | 0      |
| Benjamín Madero             | 753 | le 22 mai 2011 contre le Chili                    | le 22 juin 2013 contre la Géorgie               | 4      | 29     |
| Martin Maineri              | 754 | le 22 mai 2011 contre le Chili                    | le 25 mai 2011 contre l'Uruguay                 | 2      | 0      |
| Ramiro Moyano               | 755 | le 22 mai 2011 contre le Chili                    | le 28 novembre 2020 contre la Nouvelle-Zélande  | 36     | 70     |
| Fernando Luna               | 756 | le 25 mai 2011 contre l'Uruguay                   | le 25 mai 2011 contre l'Uruguay                 | 1      | 15     |
| Walter Weiss                | 757 | le 25 mai 2011 contre l'Uruguay                   | le 25 mai 2011 contre l'Uruguay                 | 1      | 10     |
| Tomas Baravalle             | 758 | le 25 mai 2011 contre l'Uruguay                   | le 25 mai 2011 contre l'Uruguay                 | 1      | 0      |
| Agustin Gosio               | 759 | le 2 octobre 2011 contre Georgia Palmerston North | le 23 juin 2012 contre la France                | 3      | 5      |
| Tomás Vallejos Cinalli      | 760 | le 2 octobre 2011 contre Georgia Palmerston North | le 22 juin 2013 contre la Géorgie               | 6      | 0      |
| Lisandro Ahualli de Chazal  | 761 | le 20 mai 2012 contre l'Uruguay                   | le 23 mai 2015 contre le Paraguay               | 6      | 5      |
| Valentin Cruz Hernestrosa   | 762 | le 20 mai 2012 contre l'Uruguay                   | le 26 mai 2012 contre le Chili                  | 3      | 32     |
| Martín García Veiga         | 763 | le 20 mai 2012 contre l'Uruguay                   | le 22 juin 2013 contre la Géorgie               | 6      | 5      |
| Manuel Montero              | 764 | le 20 mai 2012 contre l'Uruguay                   | le 16 septembre 2017 contre l'Australie         | 27     | 80     |
| Matías Orlando              | 765 | le 20 mai 2012 contre l'Uruguay                   | le 9 novembre 2024 contre l'Italie              | 62     | 30     |
| Javier Ortega Desio         | 766 | le 20 mai 2012 contre l'Uruguay                   | le 5 octobre 2019 contre l'Angleterre           | 57     | 25     |
| Diego Palma                 | 767 | le 20 mai 2012 contre l'Uruguay                   | le 26 mai 2012 contre le Chili                  | 2      | 0      |
| Javier Rojas                | 768 | le 20 mai 2012 contre l'Uruguay                   | le 25 mai 2014 contre le Chili                  | 5      | 5      |
| Stefano Ambrosio            | 769 | le 20 mai 2012 contre l'Uruguay                   | le 23 mai 2012 contre le Brésil                 | 2      | 18     |
| Nicolas Azorin              | 770 | le 20 mai 2012 contre l'Uruguay                   | le 23 mai 2012 contre le Brésil                 | 2      | 0      |
| Facundo Barrea              | 771 | le 20 mai 2012 contre l'Uruguay                   | le 23 juin 2012 contre la France                | 4      | 43     |
| Cesar Fruttero              | 772 | le 20 mai 2012 contre l'Uruguay                   | le 4 mai 2013 contre le Brésil                  | 5      | 5      |
| Bruno Postiglioni           | 773 | le 20 mai 2012 contre l'Uruguay                   | le 23 mai 2015 contre le Paraguay               | 18     | 5      |
| Ignacio Saenz Lancuba       | 774 | le 20 mai 2012 contre l'Uruguay                   | le 4 mai 2013 contre le Brésil                  | 5      | 0      |
| German Araoz                | 775 | le 23 mai 2012 contre le Brésil                   | le 26 mai 2012 contre le Chili                  | 2      | 0      |
| Santiago Craig              | 776 | le 23 mai 2012 contre le Brésil                   | le 26 mai 2012 contre le Chili                  | 2      | 15     |
| Joaquín Tuculet             | 777 | le 9 juin 2012 contre l'Italie                    | le 9 octobre 2019 contre les Etats-Unis         | 56     | 90     |
| Andrés Bordoy               | 778 | le 16 juin 2012 contre la France                  | le 23 juin 2012 contre la France                | 2      | 0      |
| Nahuel Lobo                 | 779 | le 17 novembre 2012 contre la France              | le 23 novembre 2013 contre l'Italie             | 10     | 0      |
| Maximiliano Bustos          | 780 | le 24 novembre 2012 contre l'Irlande              | le 23 novembre 2013 contre l'Italie             | 7      | 0      |
| Juan Cappiello              | 781 | le 27 avril 2013 contre l'Uruguay                 | le 28 mai 2016 contre l'Uruguay                 | 4      | 5      |
| Tomas Carrio                | 782 | le 27 avril 2013 contre l'Uruguay                 | le 23 mai 2015 contre le Paraguay               | 6      | 15     |
| Matias Diaz                 | 783 | le 27 avril 2013 contre l'Uruguay                 | le 8 août 2015 contre l'Afrique du Sud          | 11     | 0      |
| Dan Isaack                  | 784 | le 27 avril 2013 contre l'Uruguay                 | le 1er mai 2013 contre le Chili                 | 2      | 20     |
| Fidel Lamy                  | 785 | le 27 avril 2013 contre l'Uruguay                 | le 4 mai 2013 contre le Brésil                  | 3      | 0      |
| Tomás Lavanini              | 786 | le 27 avril 2013 contre l'Uruguay                 | le 28 septembre 2024 contre l'Afrique du Sud    | 91     | 15     |
| Santiago Mendez Angelillo   | 787 | le 27 avril 2013 contre l'Uruguay                 | le 4 mai 2013 contre le Brésil                  | 3      | 5      |
| Francisco Panessi           | 788 | le 27 avril 2013 contre l'Uruguay                 | le 1er mai 2013 contre le Chili                 | 2      | 0      |
| Joaquin Paz                 | 789 | le 27 avril 2013 contre l'Uruguay                 | le 28 mai 2016 contre l'Uruguay                 | 4      | 10     |
| Sebastián Poet              | 790 | le 27 avril 2013 contre l'Uruguay                 | le 4 mai 2013 contre le Brésil                  | 3      | 34     |
| Santiago Rocchia            | 791 | le 27 avril 2013 contre l'Uruguay                 | le 4 mai 2013 contre le Brésil                  | 3      | 5      |
| Germán Schulz               | 792 | le 27 avril 2013 contre l'Uruguay                 | le 24 juin 2017 contre la Géorgie               | 3      | 5      |
| Santiago Álvarez            | 793 | le 27 avril 2013 contre l'Uruguay                 | le 4 mai 2013 contre le Brésil                  | 3      | 10     |
| Tomas Borghi                | 794 | le 27 avril 2013 contre l'Uruguay                 | le 4 mai 2013 contre le Brésil                  | 3      | 5      |
| Martín Chiappesoni          | 795 | le 27 avril 2013 contre l'Uruguay                 | le 4 mai 2013 contre le Brésil                  | 3      | 15     |
| Tomas Gilardon              | 796 | le 27 avril 2013 contre l'Uruguay                 | le 4 mai 2013 contre le Brésil                  | 3      | 0      |
| Santiago Iglesias Valdez    | 797 | le 27 avril 2013 contre l'Uruguay                 | le 4 juin 2016 contre le Chili                  | 13     | 5      |
| Pedro Imhoff                | 798 | le 27 avril 2013 contre l'Uruguay                 | le 4 mai 2013 contre le Brésil                  | 3      | 10     |
| Patricio Fernandez          | 799 | le 1er mai 2013 contre le Chili                   | le 4 mai 2013 contre le Brésil                  | 2      | 38     |
| Santiago García Botta       | 800 | le 1er mai 2013 contre le Chili                   | le 24 novembre 2018 contre l'Ecosse             | 32     | 5      |

## 801 à 900
| Sommaire |
| --- |
| Haut • 1 à 100 • 101 à 200 • 201 à 300 • 301 à 400 • 401 à 500 501 à 600 • 601 à 700 • 701 à 800 • 801 à 900 |

| Nom                       | No  | Première sélection                              | Dernière sélection                              | Matchs | Points |
| ------------------------- | --- | ----------------------------------------------- | ----------------------------------------------- | ------ | ------ |
| Pablo Matera              | 801 | le 1er mai 2013 contre le Chili                 | le 19 juillet 2025 contre l'Uruguay             | 113    | 50     |
| Joaquin Paz               | 802 | le 1er mai 2013 contre le Chili                 | le 4 mai 2013 contre le Brésil                  | 2      | 5      |
| Macario Villaluenga       | 803 | le 1er mai 2013 contre le Chili                 | le 4 mai 2013 contre le Brésil                  | 2      | 10     |
| Gonzalo Manso             | 804 | le 1er mai 2013 contre le Chili                 | le 4 mai 2013 contre le Brésil                  | 2      | 0      |
| Santiago Cordero          | 805 | le 9 novembre 2013 contre l'Angleterre          | le 19 juillet 2025 contre l'Uruguay             | 58     | 95     |
| Antonio Ahualli de Chazal | 806 | le 17 mai 2014 contre l'Uruguay                 | le 20 juin 2014 contre l'Écosse                 | 4      | 5      |
| Matías Alemanno           | 807 | le 17 mai 2014 contre l'Uruguay                 | le 9 novembre 2024 contre l'Italie              | 98     | 25     |
| Jerónimo de la Fuente     | 808 | le 17 mai 2014 contre l'Uruguay                 | le 20 juillet 2024 contre l'Uruguay             | 80     | 70     |
| Lucas Noguera Paz         | 809 | le 17 mai 2014 contre l'Uruguay                 | le 25 novembre 2017 contre l'Irlande            | 43     | 10     |
| Lucas Ponce               | 810 | le 17 mai 2014 contre l'Uruguay                 | le 22 novembre 2014 contre la France            | 5      | 5      |
| Felipe Ezcurra            | 811 | le 17 mai 2014 contre l'Uruguay                 | le 9 juillet 2022 contre l'Ecosse               | 15     | 0      |
| Julián Montoya            | 812 | le 17 mai 2014 contre l'Uruguay                 | le 19 juillet 2025 contre l'Uruguay             | 108    | 65     |
| Lucas Maguire             | 813 | le 25 mai 2014 contre le Chili                  | le 4 juin 2016 contre le Chili                  | 3      | 0      |
| Ramiro Herrera            | 814 | le 7 juin 2014 contre l'Irlande                 | le 27 juillet 2019 contre l'Australie           | 40     | 0      |
| Matías Moroni             | 815 | le 20 juin 2014 contre l'Écosse                 | le 19 juillet 2025 contre l'Uruguay             | 93     | 70     |
| Juan Cruz Guillemaín      | 816 | le 8 novembre 2014 contre l'Écosse              | le 8 novembre 2014 contre l'Écosse              | 1      | 0      |
| Facundo Isa               | 817 | le 8 novembre 2014 contre l'Écosse              | le 12 juillet 2025 contre l'Angleterre          | 53     | 35     |
| Guido Petti Pagadizábal   | 818 | le 14 novembre 2014 contre l'Italie             | le 19 juillet 2025 contre l'Uruguay             | 89     | 20     |
| Tomás Lezana              | 819 | le 22 novembre 2014 contre la France            | le 18 septembre 2021 contre la Nouvelle-Zélande | 40     | 15     |
| Gerónimo Albertario       | 820 | le 16 mai 2015 contre l'Uruguay                 | le 23 mai 2015 contre le Paraguay               | 2      | 0      |
| Gregorio del Prete        | 821 | le 16 mai 2015 contre l'Uruguay                 | le 16 mai 2015 contre l'Uruguay                 | 1      | 0      |
| Juan Leon Novillo         | 822 | le 16 mai 2015 contre l'Uruguay                 | le 23 mai 2015 contre le Paraguay               | 2      | 17     |
| Gonzalo Bertranou         | 823 | le 23 mai 2015 contre le Paraguay               | le 5 juillet 2025 contre l'Angleterre           | 68     | 35     |
| Manuel Plaza              | 824 | le 23 mai 2015 contre le Paraguay               | le 23 mai 2015 contre le Paraguay               | 1      | 0      |
| Juan Pablo Socino         | 825 | le 25 juillet 2015 contre l'Australie           | le 30 octobre 2015 contre l'Afrique du Sud      | 4      | 8      |
| Felipe Arregui            | 826 | le 28 mai 2016 contre l'Uruguay                 | le 27 août 2016 contre l'Afrique du Sud         | 2      | 0      |
| Lautaro Bavaro            | 827 | le 28 mai 2016 contre l'Uruguay                 | le 4 juin 2016 contre le Chili                  | 2      | 0      |
| Marcos Bollini            | 828 | le 28 mai 2016 contre l'Uruguay                 | le 28 mai 2016 contre l'Uruguay                 | 1      | 0      |
| Facundo Bosch             | 829 | le 28 mai 2016 contre l'Uruguay                 | le 21 novembre 2021 contre l'Irlande            | 13     | 5      |
| Franco Brarda             | 830 | le 28 mai 2016 contre l'Uruguay                 | le 28 mai 2016 contre l'Uruguay                 | 1      | 0      |
| Sebastián Cancelliere     | 831 | le 28 mai 2016 contre l'Uruguay                 | le 8 juillet 2023 contre la Nouvelle-Zélande    | 14     | 21     |
| Franco Cuaranta           | 832 | le 28 mai 2016 contre l'Uruguay                 | le 4 juin 2016 contre le Chili                  | 2      | 10     |
| Joaquín Díaz Bonilla      | 833 | le 28 mai 2016 contre l'Uruguay                 | le 17 août 2019 contre l'Afrique du Sud         | 5      | 31     |
| Ignacio Larrague          | 834 | le 28 mai 2016 contre l'Uruguay                 | le 4 juin 2016 contre le Chili                  | 2      | 6      |
| Pedro Mercerat            | 835 | le 28 mai 2016 contre l'Uruguay                 | le 4 juin 2016 contre le Chili                  | 2      | 14     |
| Pedro Ortega              | 836 | le 28 mai 2016 contre l'Uruguay                 | le 4 juin 2016 contre le Chili                  | 2      | 0      |
| Santiago Portillo         | 837 | le 28 mai 2016 contre l'Uruguay                 | le 4 juin 2016 contre le Chili                  | 2      | 0      |
| Cristian Bartoloni        | 838 | le 28 mai 2016 contre l'Uruguay                 | le 4 juin 2016 contre le Chili                  | 2      | 0      |
| Eduardo Bello             | 839 | le 28 mai 2016 contre l'Uruguay                 | le 7 septembre 2024 contre l'Australie          | 27     | 5      |
| Bruno Devoto              | 840 | le 28 mai 2016 contre l'Uruguay                 | le 4 juin 2016 contre le Chili                  | 2      | 0      |
| Tomas Granella Vickers    | 841 | le 28 mai 2016 contre l'Uruguay                 | le 28 mai 2016 contre l'Uruguay                 | 1      | 0      |
| Facundo Lavanini          | 842 | le 28 mai 2016 contre l'Uruguay                 | le 28 mai 2016 contre l'Uruguay                 | 1      | 0      |
| Juan Manuel Lescano       | 843 | le 28 mai 2016 contre l'Uruguay                 | le 28 mai 2016 contre l'Uruguay                 | 1      | 0      |
| Santiago Montagner        | 844 | le 28 mai 2016 contre l'Uruguay                 | le 28 mai 2016 contre l'Uruguay                 | 1      | 0      |
| Jose Deheza               | 845 | le 4 juin 2016 contre le Chili                  | le 4 juin 2016 contre le Chili                  | 1      | 0      |
| Facundo Gigena            | 846 | le 4 juin 2016 contre le Chili                  | le 25 septembre 2021 contre l'Australie         | 8      | 5      |
| Gonzalo Gutierrez Taboada | 847 | le 4 juin 2016 contre le Chili                  | le 4 juin 2016 contre le Chili                  | 1      | 15     |
| Enrique Pieretto          | 848 | le 4 juin 2016 contre le Chili                  | le 2 octobre 2021 contre l'Australie            | 30     | 0      |
| Segundo Tuculet           | 849 | le 4 juin 2016 contre le Chili                  | le 4 juin 2016 contre le Chili                  | 1      | 10     |
| Sacha Casanas             | 850 | le 4 juin 2016 contre le Chili                  | le 4 juin 2016 contre le Chili                  | 1      | 0      |
| Marcos Kremer             | 851 | le 10 septembre 2016 contre la Nouvelle-Zélande | le 22 novembre 2024 contre la France            | 73     | 15     |
| Emiliano Boffelli         | 852 | le 10 juin 2017 contre l'Angleterre             | le 27 octobre 2023 contre l'Angleterre          | 60     | 338    |
| Bautista Delguy           | 853 | le 9 juin 2018 contre le pays de Galles         | le 22 novembre 2024 contre la France            | 34     | 35     |
| Javier Díaz               | 854 | le 9 juin 2018 contre le pays de Galles         | le 23 juin 2018 contre l'Écosse                 | 3      | 0      |
| Santiago Medrano          | 855 | le 9 juin 2018 contre le pays de Galles         | le 19 novembre 2022 contre l'Écosse             | 33     | 0      |
| Bautista Ezcurra          | 856 | le 23 juin 2018 contre l'Écosse                 | le 29 septembre 2018 contre la Nouvelle-Zélande | 5      | 0      |
| Juan Cruz Mallía          | 857 | le 23 juin 2018 contre l'Écosse                 | le 22 novembre 2024 contre la France            | 42     | 40     |
| Diego Fortuny             | 858 | le 18 août 2018 contre l'Afrique du Sud         | le 18 août 2018 contre l'Afrique du Sud         | 1      | 0      |
| Juan Pablo Zeiss          | 859 | le 9 septembre 2018 contre la Nouvelle-Zélande  | le 5 décembre 2020 contre l'Australie           | 7      | 0      |
| Rodrigo Bruni             | 860 | le 10 novembre 2018 contre l'Irlande            | le 27 octobre 2023 contre l'Angleterre          | 26     | 10     |
| Lucio Sordoni             | 861 | le 10 novembre 2018 contre l'Irlande            | le 17 août 2024 contre la Nouvelle-Zélande      | 8      | 5      |
| Mayco Vivas               | 862 | le 20 juillet 2019 contre la Nouvelle-Zélande   | le 19 juillet 2025 contre l'Uruguay             | 32     | 0      |
| Santiago Socino           | 863 | le 27 juillet 2019 contre l'Australie           | le 3 septembre 2022 contre la Nouvelle-Zélande  | 7      | 0      |
| Lucas Mensa               | 864 | le 17 août 2019 contre l'Afrique du Sud         | le 28 novembre 2020 contre la Nouvelle-Zélande  | 3      | 0      |
| Santiago Carreras         | 865 | le 17 août 2019 contre l'Afrique du Sud         | le 12 juillet 2025 contre l'Angleterre          | 56     | 109    |
| Santiago Chocobares       | 866 | le 14 novembre 2020 contre la Nouvelle-Zélande  | le 28 septembre 2024 contre l'Afrique du Sud    | 26     | 5      |
| Santiago Grondona         | 867 | le 14 novembre 2020 contre la Nouvelle-Zélande  | le 19 juillet 2025 contre l'Uruguay             | 24     | 0      |
| Lucas Paulos              | 868 | le 28 novembre 2020 contre la Nouvelle-Zélande  | le 19 juillet 2025 contre l'Uruguay             | 17     | 0      |
| Francisco Gorrissen       | 869 | le 5 décembre 2020 contre l'Australie           | le 2 octobre 2021 contre l'Australie            | 3      | 0      |
| Domingo Miotti            | 870 | le 5 décembre 2020 contre l'Australie           | le 9 juillet 2022 contre l'Écosse               | 9      | 13     |
| Juan Martín González      | 871 | le 3 juillet 2021 contre la Roumanie            | le 12 juillet 2025 contre l'Angleterre          | 40     | 60     |
| Carlos Muzzio             | 872 | le 14 août 2021 contre l'Afrique du Sud         | le 18 septembre 2021 contre la Nouvelle-Zélande | 3      | 0      |
| Ignacio Mendy             | 873 | le 21 août 2021 contre l'Afrique du Sud         | le 12 juillet 2025 contre l'Angleterre          | 4      | 25     |
| Lucio Cinti               | 874 | le 21 août 2021 contre l'Afrique du Sud         | le 12 juillet 2025 contre l'Angleterre          | 35     | 15     |
| Gonzalo Garcia            | 875 | le 12 septembre 2021 contre la Nouvelle-Zélande | le 20 juin 2025 contre les Lions britanniques   | 11     | 0      |
| Rodrigo Martínez          | 876 | le 25 septembre 2021 contre l'Australie         | le 6 novembre 2021 contre la France             | 3      | 0      |
| Joaquín Oviedo            | 877 | le 25 septembre 2021 contre l'Australie         | le 20 juin 2025 contre les Lions britanniques   | 14     | 15     |
| Mateo Carreras            | 880 | le 25 septembre 2021 contre l'Australie         | le 22 novembre 2024 contre la France            | 27     | 65     |
| Thomas Gallo              | 881 | le 2 octobre 2021 contre l'Australie            | le 12 juillet 2025 contre l'Angleterre          | 37     | 35     |
| Ignacio Calles            | 882 | le 13 novembre 2021 contre l'Italie             | le 22 novembre 2024 contre la France            | 8      | 0      |
| Facundo Cordero           | 883 | le 21 novembre 2021 contre l'Irlande            | le 21 novembre 2021 contre l'Irlande            | 1      | 0      |
| Joel Sclavi               | 884 | le 2 juillet 2022 contre l'Écosse               | le 20 juin 2025 contre les Lions britanniques   | 28     | 20     |
| Lautaro Bazán             | 885 | le 16 juillet 2022 contre l'Écosse              | le 22 novembre 2024 contre la France            | 19     | 0      |
| Ignacio Ruiz              | 886 | le 16 juillet 2022 contre l'Écosse              | le 22 novembre 2024 contre la France            | 18     | 15     |
| Tomás Albornoz            | 887 | le 6 août 2022 contre l'Australie               | le 20 juin 2025 contre les Lions britanniques   | 18     | 135    |
| Pedro Rubiolo             | 888 | le 24 septembre 2022 contre l'Afrique du Sud    | le 19 juillet 2025 contre l'Uruguay             | 24     | 5      |
| Eliseo Morales            | 889 | le 12 novembre 2022 contre le pays de Galles    | le 12 novembre 2022 contre le pays de Galles    | 1      | 0      |
| Rodrigo Isgró             | 890 | le 15 juillet 2023 contre l'Australie           | le 19 juillet 2025 contre l'Uruguay             | 10     | 10     |
| Martín Bogado             | 891 | le 5 août 2023 contre l'Afrique du Sud          | le 6 juillet 2024 contre la France              | 4      | 10     |
| Franco Molina             | 892 | le 6 juillet 2024 contre la France              | le 20 juin 2025 contre les Lions britanniques   | 13     | 5      |
| Juan Bautista Pedemonte   | 893 | le 6 juillet 2024 contre la France              | le 9 novembre 2024 contre l'Italie              | 2      | 0      |
| Joaquín Moro              | 894 | le 20 juillet 2024 contre l'Uruguay             | le 19 juillet 2025 contre l'Uruguay             | 4      | 10     |
| Francisco Coria Marchetti | 895 | le 20 juillet 2024 contre l'Uruguay             | le 19 juillet 2025 contre l'Uruguay             | 4      | 5      |
| Efraín Elías              | 896 | le 10 août 2024 contre la Nouvelle-Zélande      | le 10 août 2024 contre la Nouvelle-Zélande      | 1      | 0      |
| Pedro Delgado             | 897 | le 21 septembre 2024 contre l'Afrique du Sud    | le 12 juillet 2025 contre l'Angleterre          | 4      | 0      |
| Justo Piccardo            | 898 | le 15 novembre 2024 contre l'Irlande            | le 19 juillet 2025 contre l'Uruguay             | 5      | 5      |
| Bautista Bernasconi       | 899 | le 20 juin 2025 contre les Lions britanniques   | le 19 juillet 2025 contre l'Uruguay             | 4      | 0      |
| Boris Wenger              | 900 | le 20 juin 2025 contre les Lions britanniques   | le 20 juin 2025 contre les Lions britanniques   | 1      | 0      |

## 901 à 1000
| Sommaire |
| --- |
| Haut • 1 à 100 • 101 à 200 • 201 à 300 • 301 à 400 • 401 à 500 501 à 600 • 601 à 700 • 701 à 800 • 801 à 900 |

| Nom                       | No  | Première sélection                            | Dernière sélection                     | Matchs | Points |
| ------------------------- | --- | --------------------------------------------- | -------------------------------------- | ------ | ------ |
| Simón Benítez Cruz        | 901 | le 20 juin 2025 contre les Lions britanniques | le 19 juillet 2025 contre l'Uruguay    | 4      | 0      |
| Benjamín Elizalde         | 902 | le 5 juillet 2025 contre l'Angleterre         | le 19 juillet 2025 contre l'Uruguay    | 3      | 0      |
| Nicolás Roger             | 903 | le 5 juillet 2025 contre l'Angleterre         | le 19 juillet 2025 contre l'Uruguay    | 3      | 15     |
| Benjamín Grondona         | 904 | le 12 juillet 2025 contre l'Angleterre        | le 12 juillet 2025 contre l'Angleterre | 1      | 0      |
| Agustín Moyano            | 905 | le 12 juillet 2025 contre l'Angleterre        | le 19 juillet 2025 contre l'Uruguay    | 2      | 5      |
| Santiago Pernas           | 906 | le 19 juillet 2025 contre l'Uruguay           | le 19 juillet 2025 contre l'Uruguay    | 1      | 0      |
| Nicolas D'Amorim          | 907 | le 19 juillet 2025 contre l'Uruguay           | le 19 juillet 2025 contre l'Uruguay    | 1      | 0      |
| Faustino Sánchez Valarolo | 908 | le 19 juillet 2025 contre l'Uruguay           | le 19 juillet 2025 contre l'Uruguay    | 1      | 0      |